# Boerenzwaluw
De boerenzwaluw (Hirundo rustica) is een vogel die tot de familie van de zwaluwen (Hirundinidae) behoort. Het is de meest wijdverspreide soort van deze familie; het verspreidingsgebied beslaat vrijwel de hele wereld, waarbij er zeven ondersoorten worden onderscheiden. De boerenzwaluw is een opvallende verschijning door zijn blauwzwarte verenkleed met lange buitenste staartveren en door zijn grote wendbaarheid in de vlucht tijdens de jacht op vliegende insecten.
Een groot deel van zijn leven brengt de boerenzwaluw in de lucht door. Het is een trekvogel die grote afstanden aflegt. De boerenzwaluw overwintert in Afrika, Zuid-Amerika of het zuiden van Azië, waarna hij in de lente naar Europa, Noord-Amerika of het noorden van Azië trekt voor de voortplanting. De boerenzwaluw broedt in landelijke gebieden met voldoende water. Koppels bouwen hun nest van modder vermengd met speeksel in allerlei menselijke bouwwerken, zoals schuren en bruggen. Ze brengen in het broedseizoen twee of drie broedsels groot, alvorens weer naar de overwinteringsgebieden te trekken.
Reeds duizenden jaren leeft de boerenzwaluw in de nabijheid van de mens, zoals onder andere blijkt uit vermeldingen in de literatuur van de Oude Wereld. Als aankondiger van de lente wordt de boerenzwaluw door veel boeren gezien als brenger van geluk, terwijl hij bij zeelieden symbool staat voor een veilige thuisvaart.

## Naamgeving

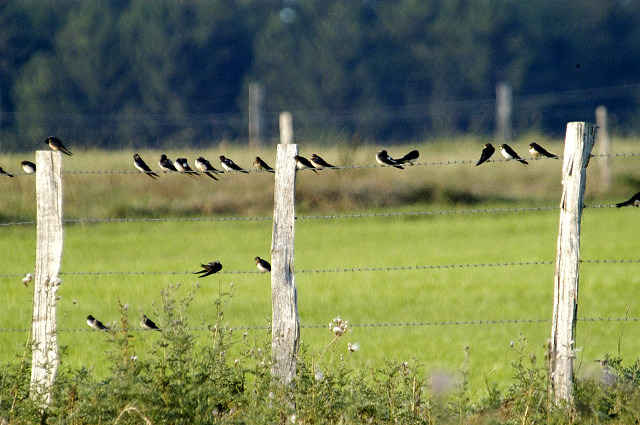
In veel talen refereert de naam van de boerenzwaluw aan zijn voorliefde voor het platteland als broedgebied.

De vogel heeft een voorkeur voor het platteland als leef- en broedgebied, waarbij hij zijn nest onder andere bouwt in boerderijen, schuren en stallen. De Nederlandse naam verwijst daarnaar. Ook in andere talen wordt aan het platteland gerefereerd. Zo luidt de Engelse naam barn swallow en de Franse naam hirondelle rustique, wat respectievelijk 'schuurzwaluw' en 'landelijke zwaluw' betekent. In de wetenschappelijke naam Hirundo rustica wordt eveneens naar het platteland verwezen.
Andere minder gebruikelijke of historische Nederlandse namen voor de boerenzwaluw verwijzen naar andere favoriete nestplaatsen in menselijke bouwwerken, zoals brugzwaluw, muurzwaluw, metselaar, schoorsteenzwaluw en rookzwaluw. Net als de Duitse naam Rauchschwalbe refereren de laatste twee namen aan een rookkanaal als nestplaats, waarbij 'rook' ook kan verwijzen naar de zwarte roetkleur van de boerenzwaluw. Veel dialecten kennen alternatieve namen, zoals zwalum, zwolm en zwalie in Vlaamse dialecten en zwaalve in het Drents.
De oorsprong van het woord 'zwaluw' is niet zeker. Er is geopperd dat het is afgeleid van het woord 'zwalken', wat een beschrijving zou kunnen zijn van de grillige vluchtpatronen van zwaluwen. Andere taalkundigen achten het waarschijnlijker dat het is afgeleid van het Oergermaanse woord swalwo, wat 'gespleten stokje' betekent, een verwijzing naar de gevorkte staart van de meeste zwaluwen.
De boerenzwaluw is de belangrijkste vertegenwoordiger van de zwaluwenfamilie. In vroegere tijden, toen men diersoorten nog niet zo nauwkeurig indeelde, werd met 'zwaluw' in de meeste Europese landen dan ook meestal de boerenzwaluw bedoeld.

## Uiterlijke kenmerken

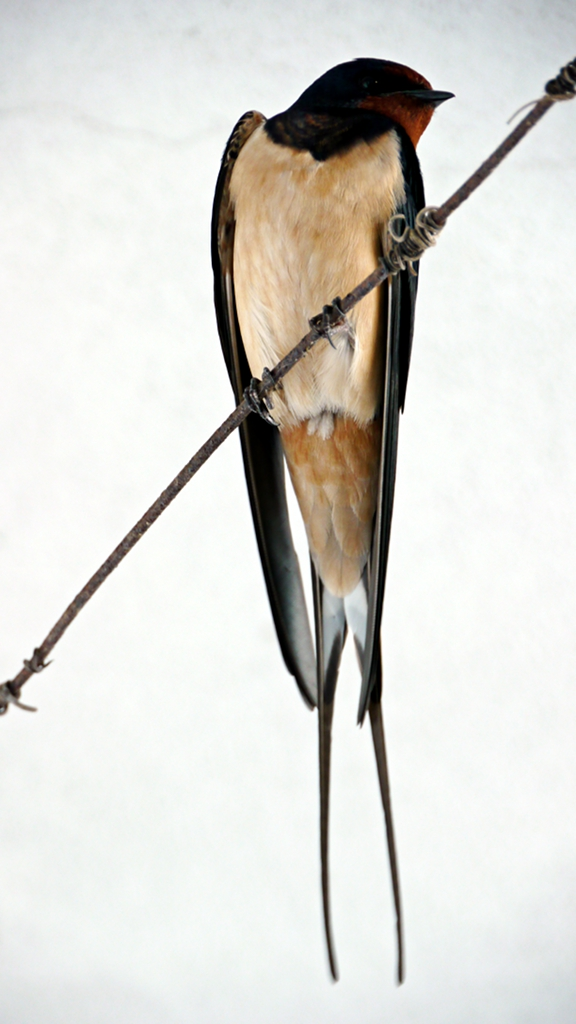
Het mannetje van de boerenzwaluw heeft opvallend lange buitenste staartpennen.

Het lichaam van de boerenzwaluw is slank en gestroomlijnd, de nek is erg kort en de vleugels zijn lang en smal. Hiermee is de boerenzwaluw goed toegerust voor een lang verblijf in de lucht. De korte poten en kleine tenen hebben weinig spieren in vergelijking met die van andere vogelsoorten. De boerenzwaluw rust relatief weinig en gebruikt de poten zelden om zich te ankeren, zoals bekend is van veel andere vogels. De korte snavel is geschikt voor het vangen van grote insecten en is aanzienlijk breder dan die van de meeste andere vogels die op vliegende insecten jagen.
De totale lichaamslengte van een volwassen mannetje, inclusief de uitstekende staartveren, is meestal 17 tot 19 centimeter. De lichaamslengte kan echter variëren van 14,5 tot 20 centimeter. De vleugelspanwijdte bedraagt 32 tot 34,5 centimeter en het gewicht ligt tussen de 16 en 22 gram. Het vrouwtje heeft veel kortere staartpennen en meestal een kleinere spanwijdte. Ze heeft daarentegen een grotere snavel en grotere poten en weegt gemiddeld meer dan een mannetje.

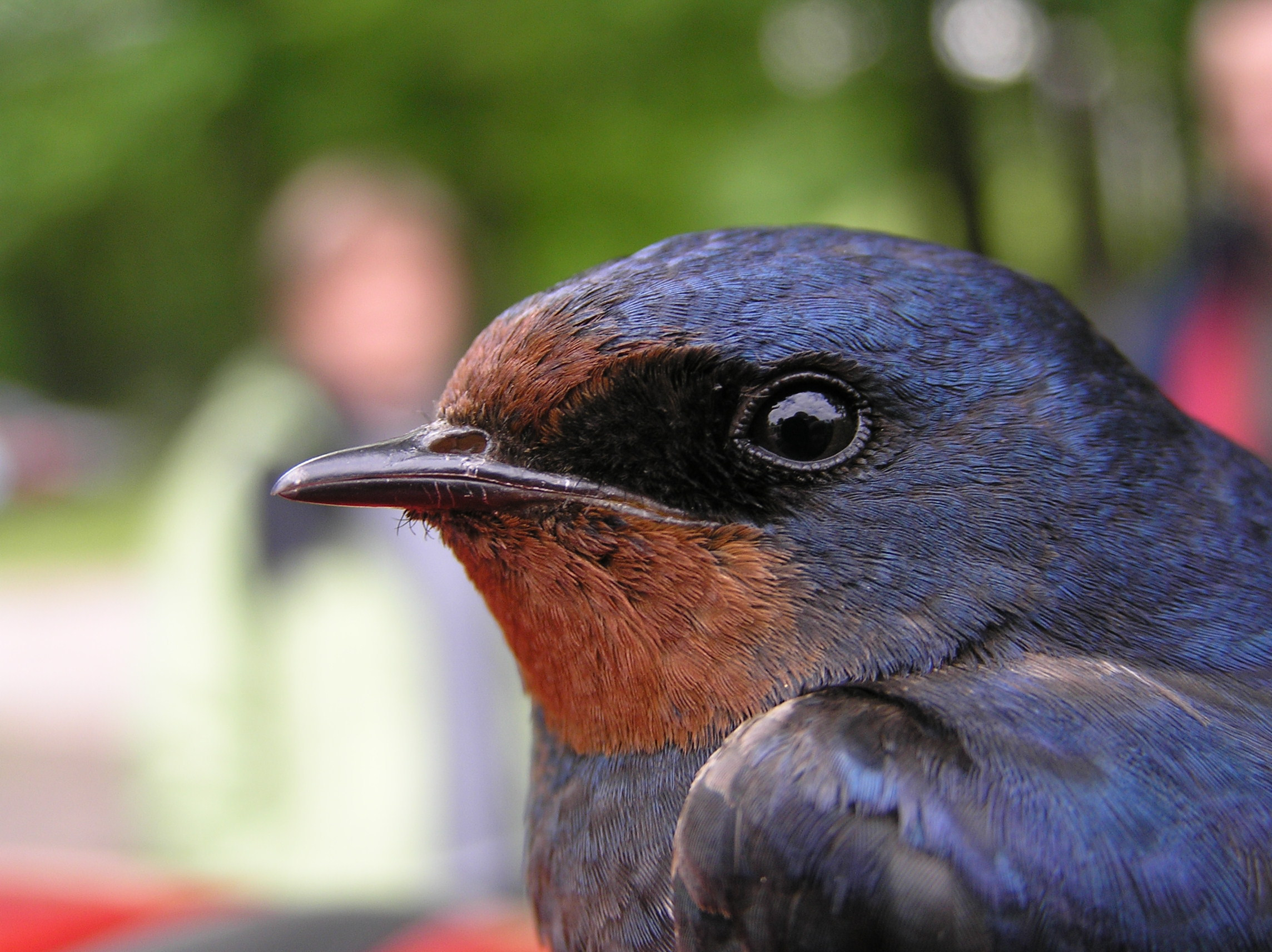
Karakteristiek is de steenrode kleur van keel en voorhoofd.

### Verenkleed
Het verenkleed aan de rug- of bovenzijde is zwart met een blauwe metaalglans en wit op de onder- of buikzijde en aan de onderzijde van de staart. De keel en het voorhoofd zijn steenrood gekleurd. Het kleurpatroon op de borst varieert; het kan dezelfde kleur als het verenkleed aan de bovenzijde hebben, maar het steenrood van de keel kan ook doorlopen, zodat de kleuren door elkaar lopen of de borst geheel steenrood is. Vrouwtjes hebben doorgaans een iets grotere keelvlek dan mannetjes. De onderzijde van de vleugels is grijswit met donkere slagpennen. Dankzij de lange buitenste vleugelpennen is de staart van de boerenzwaluw diep gevorkt. Deze staartveren hebben zeer dunne punten en zijn twee tot zeven centimeter lang. Als de boerenzwaluw vliegt spreidt hij zijn staartveren en wordt een rij witte vlekjes langs de rand van de staart zichtbaar.
De buitenste staartpennen zijn bij een mannetje aanzienlijk langer dan bij een vrouwtje, wat het bepalen van het geslacht vergemakkelijkt. Verder zijn bij vrouwtjes de blauwzwarte veren wat doffer van kleur en is de onderzijde van hun vleugels wat bleker. Onderzoek in 2008 heeft aangetoond dat de staartlengte bij de mannetjes afhankelijk is van het klimaat; in warmere broedgebieden is de gemiddelde staartlengte van de mannetjes korter. In Finland is het verschil tussen de langste slagpennen van de mannetjes en de vrouwtjes ongeveer twintig procent, in Spanje is dit nog slechts vijf procent. Bij sommige populaties is aangetoond dat de lengte van de staartveren bij mannetjes gestaag afneemt, wat mogelijk het resultaat is van de opwarming van de Aarde. De gemiddelde staartlengte van mannelijke exemplaren in Denemarken bijvoorbeeld is in de periode van 1984 tot 2004 met negen procent afgenomen.

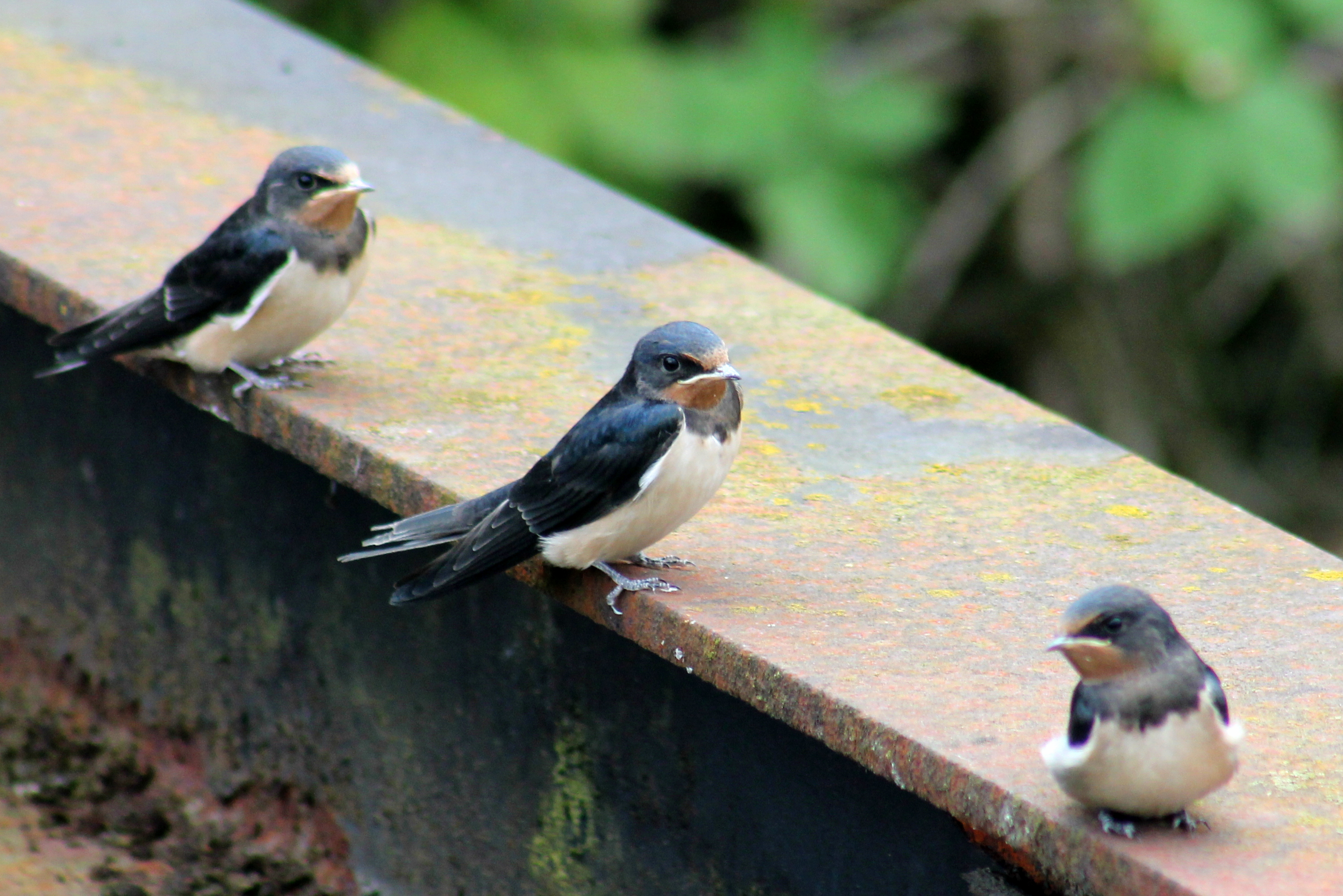
Juvenielen hebben een doffer verenkleed en kortere staartveren dan de volwassenen

Het juveniel van de boerenzwaluw lijkt sterk op een volwassen exemplaar, maar heeft wat kleine verschillen in het verenkleed. Zo zijn de donkere veren aan de bovenzijde bruiner en doffer, de lichte veren aan de onderzijde witter en de steenrode veren op keel en voorhoofd bleker. Bovendien heeft de juveniel nog niet de lange, diep gevorkte staartveren van een volwassen vogel. Jongen van boerenzwaluwen met asymmetrische staarten vertonen vaak dezelfde verschillen in de staartveerlengtes als hun ouders. Een verschil in vleugellengte wordt echter niet door de ouders aan de jongen doorgegeven.

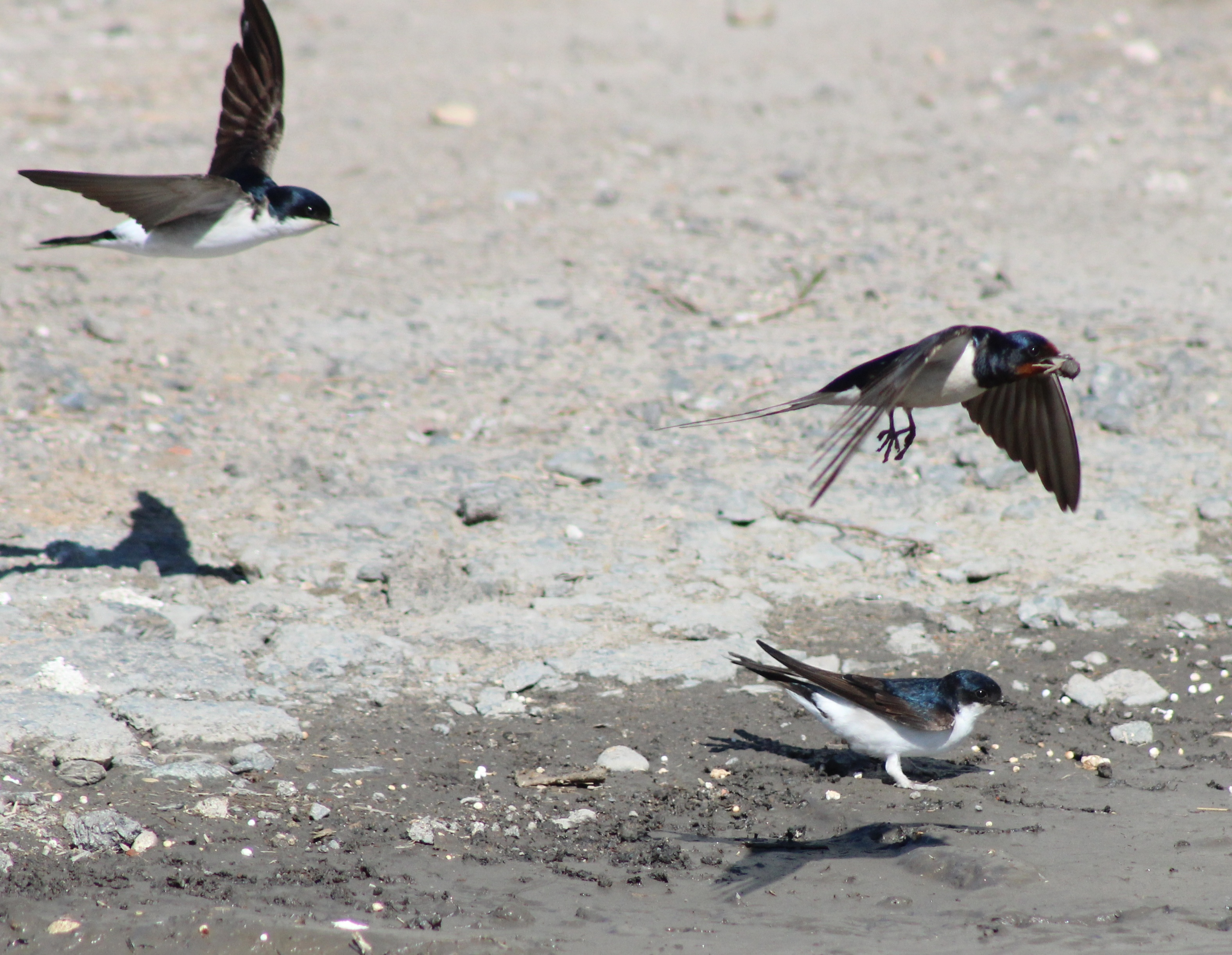
Een boerenzwaluw (rechtsboven) en huiszwaluwen (Delichon urbicum) verzamelen modder in Finland.

### Onderscheid met andere zwaluwsoorten
De boerenzwaluw bevindt zich regelmatig in het gezelschap van andere zwaluwsoorten. In Europa bijvoorbeeld delen de boerenzwaluw, de oeverzwaluw (Riparia riparia) en de huiszwaluw (Delichon urbicum) regelmatig elkaars habitat. Er zijn echter genoeg verschillen om de boerenzwaluw van andere zwaluwsoorten te onderscheiden. Over het algemeen hebben zwaluwen die niet behoren tot het geslacht Hirundo of het nauw verwante geslacht Cecropis kortere staartpennen en missen ze de kenmerkende rode tekening.
Het verspreidingsgebied van de boerenzwaluw overlapt met dat van andere soorten van het geslacht Hirundo en van soorten van het geslacht Cecropis. Zo komen er veel Hirundo-soorten voor in Afrika en leven de zuidzeezwaluw (H. tahitica) en de welkomzwaluw (H. neoxena) in Australazië, Oost-Azië en Oceanië. De boerenzwaluw onderscheidt zich van deze soorten door de combinatie van de rode tekening op het gezicht en de blauwzwarte borstband. Ook de roodkeelzwaluw (H. lucida) lijkt sterk op de boerenzwaluw, maar is iets kleiner en heeft een smallere borstband. Het juveniel van de roodkeelzwaluw heeft bovendien kortere staartveren met meer witte vlekken dan die van de boerenzwaluw.

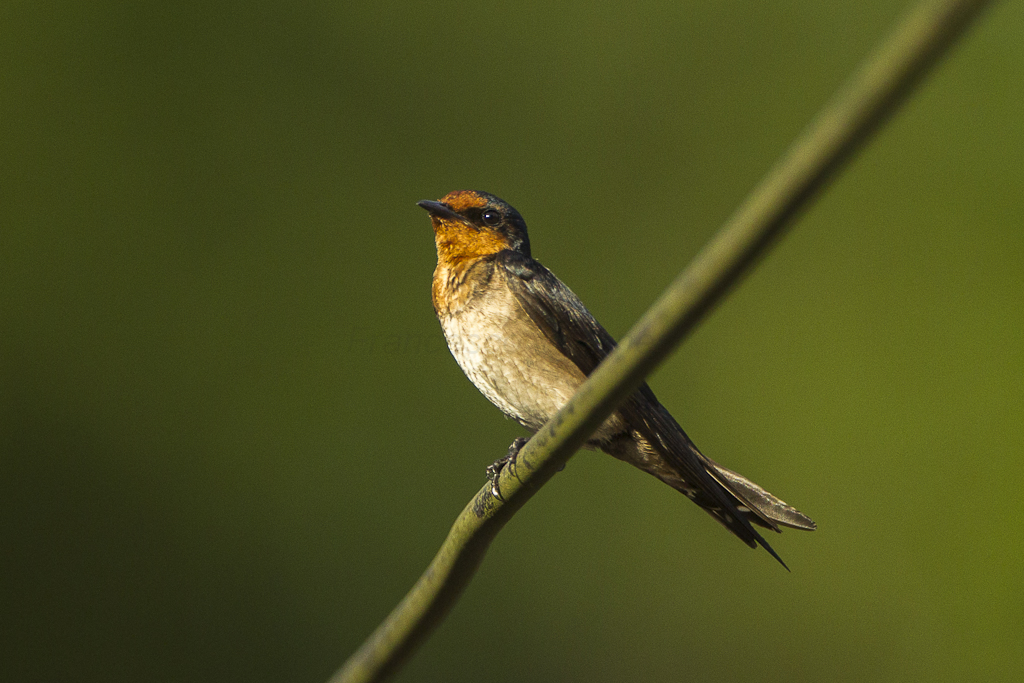
Zuidzeezwaluw (Hirundo tahitica)
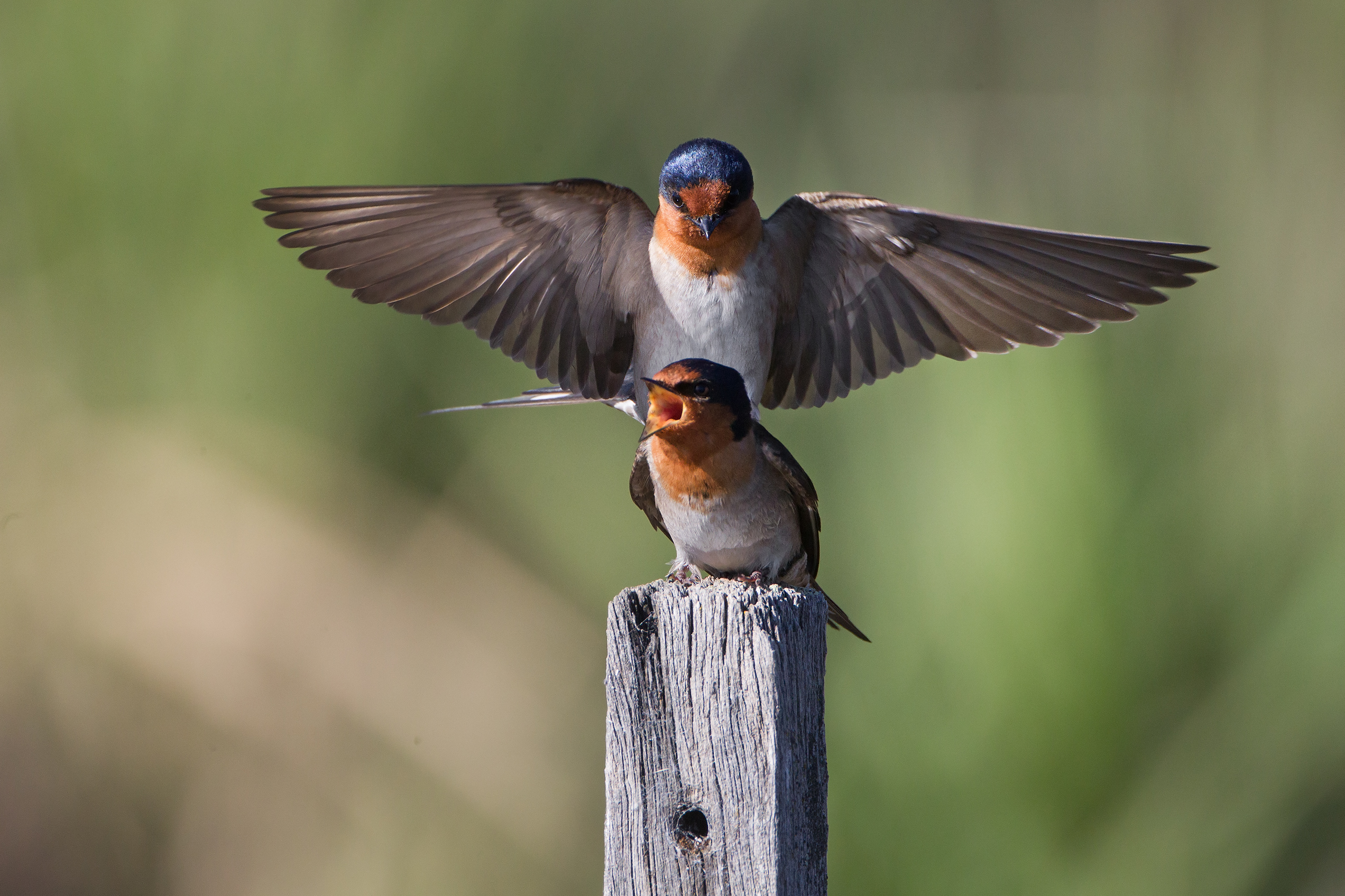
Welkomzwaluw (Hirundo neoxena)
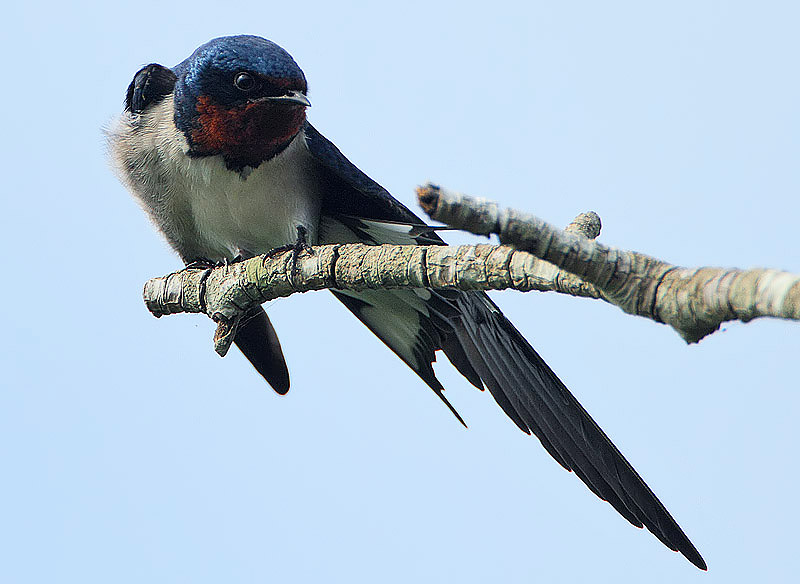
Roodkeelzwaluw (Hirundo lucida)

## Gedrag en levenswijze

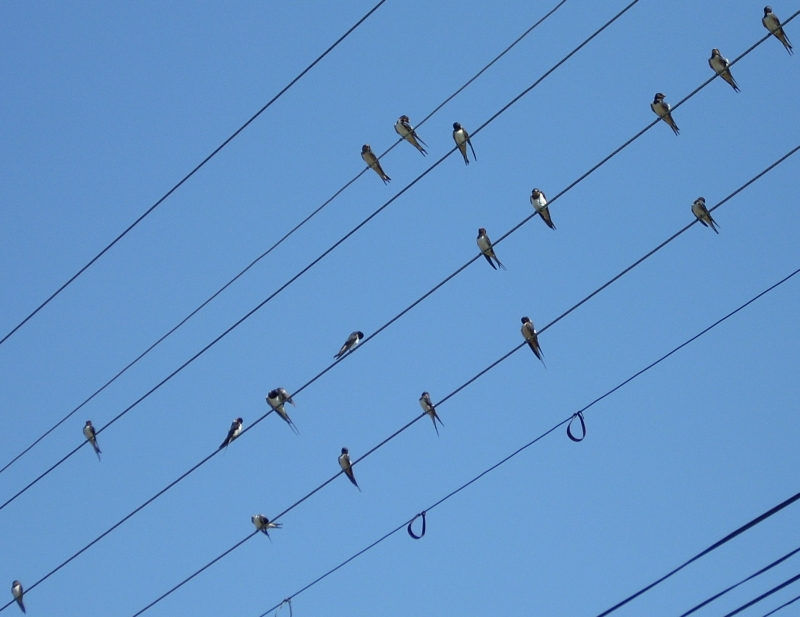
Boerenzwaluwen brengen het grootste deel van hun leven in groepsverband door.

De boerenzwaluw is een dagactieve, sociale vogel. De zwaluw leeft vrijwel het hele leven in groepen van soortgenoten; dergelijke groepen verschillen onderling sterk in omvang. De habitat bestaat uit open, landelijke gebieden. Het leven in een groep heeft voor de boerenzwaluw onder andere als voordeel dat roofvogels eerder worden opgemerkt en dat elk individu minder kans heeft om gegrepen te worden. Boerenzwaluwen komen bij elkaar om te rusten en te zonnebaden of om elkaar te helpen bij het verdrijven van eventuele belagers. Tijdens de trek vliegen boerenzwaluwen meestal in kleine groepen en soms alleen, maar ze rusten 's nachts in grote groepen bij elkaar.

### Trekgedrag
Met uitzondering van enkele populaties trekken de boerenzwaluwen wereldwijd tweemaal per jaar tussen hun broed- en overwinteringsgebied. In Europa arriveren de eerste boerenzwaluwen aan het einde van januari; veel eerder dan de meeste andere zwaluwsoorten. De piek ligt tussen midden februari en midden maart, maar tot juni steken boerenzwaluwen nog de Middellandse Zee over. Europese boerenzwaluwen profiteren op hun trektocht naar het noorden van de vrijwel constante noordenwind; deze geeft hen lift en voert een groot aantal insecten in hun richting aan. In 2011 werd de trek van boerenzwaluwen van Afrika naar Nederland bestudeerd. Op zo'n reis werd een afstand van 8.500 kilometer in gemiddeld 32 dagen afgelegd. Onderweg werd een aantal malen gerust, in totaal ongeveer elf dagen. De rustperiodes werden onder andere gebruikt om te foerageren. In de overige 21 dagen werd dus ruim 400 kilometer per dag afgelegd.
Wanneer de jongen uit het laatste broedsel zijn opgegroeid keren de boerenzwaluwen weer terug naar hun zuidelijker gelegen overwinteringsgebied. Dit doen ze niet alleen om de koude in de meer gematigde broedgebieden te vermijden; boerenzwaluwen zijn ook volkomen afhankelijk van insecten als voedselbron en deze komen 's winters in het broedgebied minder voor. Wereldwijd ligt de overwinteringsperiode van de boerenzwaluw tussen september en april. De trek naar de overwinteringsgebieden is, net als die naar de broedgebieden, over een lange periode verspreid. De eerste boerenzwaluwen uit Europa arriveren rond het begin van augustus in Afrika, de grootste trek vindt plaats in september en oktober, en de laatste groepen arriveren in december.

### Roestplaatsen

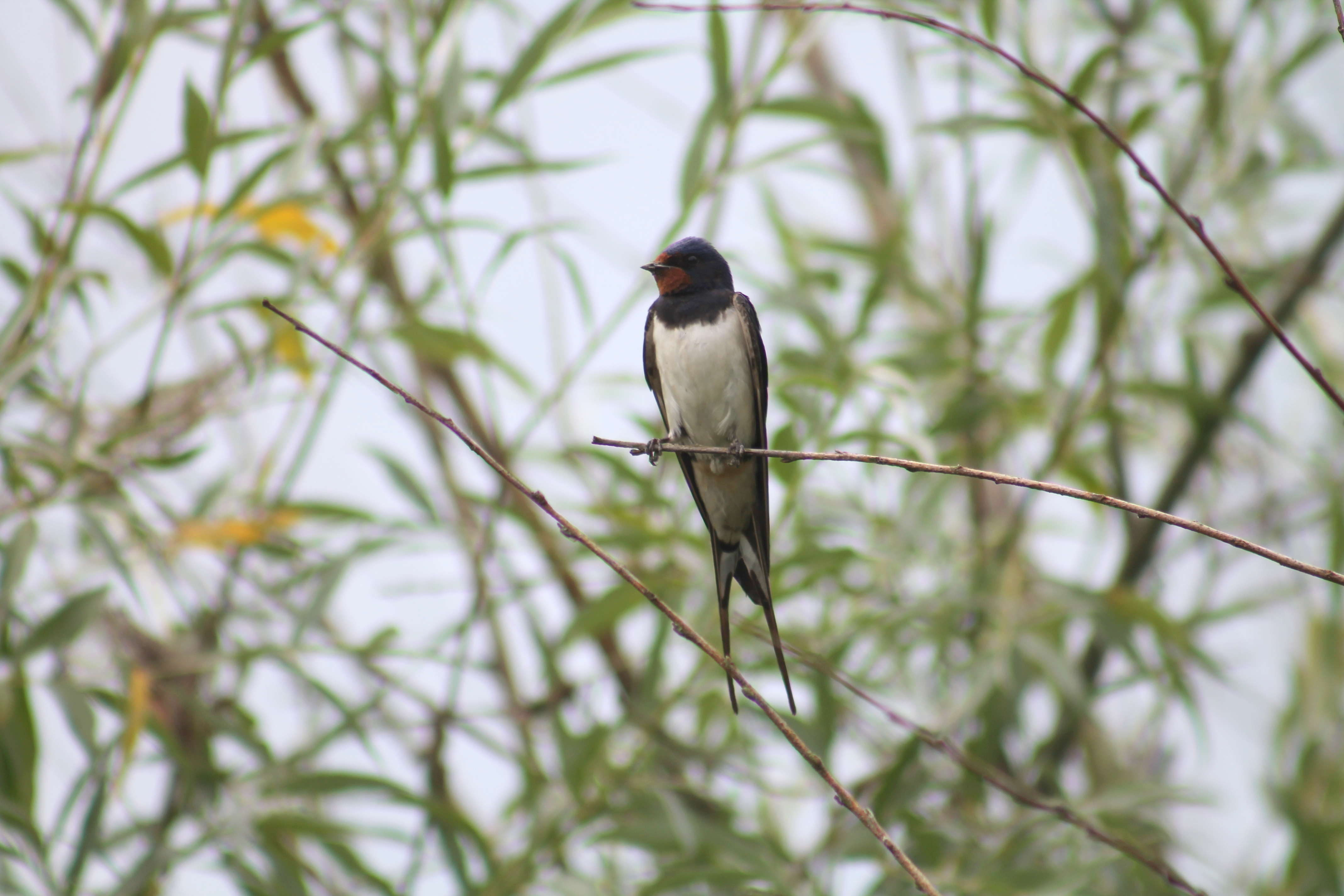
Rietvelden zijn ideale roestplaatsen voor de boerenzwaluw.

Zowel in de broed- als in de overwinteringsgebieden overnachten boerenzwaluwen in vaste roestplaatsen die vaak elk jaar opnieuw opgezocht worden. Regelmatig komt het voor dat een kolonie zijn roestplaats deelt met andere zwaluwsoorten, zoals de oeverzwaluw. Normaal gesproken verzamelen boerenzwaluwen zich rond hun roestplaats een uur voordat de zon ondergaat, maar bij slechte weersomstandigheden kan dit eerder zijn. De boerenzwaluwen vliegen schijnbaar doelloos rond tot de zon ondergaat, dan worden de zwermen vogels compacter alvorens ze in groepen neerstrijken. Door te rusten in een zo groot mogelijke groep lopen de boerenzwaluwen het minste risico om in de slaap verrast te worden door roofvogels en andere natuurlijke vijanden. Ondanks het feit dat er zoveel boerenzwaluwen dicht op elkaar zitten wordt er altijd enige afstand van elkaar gehouden, behalve als de nacht erg koud is. De roestplaats wordt weer groepsgewijs verlaten als de zon opkomt.
Tijdens het broedseizoen besteden paartjes veel aandacht aan hun jongen en zijn de kolonies in de roestplaatsen klein. De jongen groeien op in nesten gebouwd op beschutte plekken en de ouders rusten in de buurt. In de overwinteringsgebieden vormen boerenzwaluwen grotere kolonies rond hun roestplaatsen, soms met duizenden vogels. In Nigeria is een roestplaats waargenomen met naar schatting 1,5 miljoen vogels.
Overdag foerageren ze rond de roestplaats in een straal van ongeveer 50 kilometer. Tijdens periodes van aanhoudende droogte zoeken ze hun voedsel ook verderop.
Roestplaatsen bevinden zich bij voorkeur in rietvelden of andere dichte begroeiing, maar soms kiezen boerenzwaluwen hun roestplaatsen in de stad, met name in India en Zuidoost-Azië. Ze lijken zich daar niet te storen aan het verkeerslawaai en overnachten op elektriciteitsdraden, bomen en dakranden. In de schemering profiteren ze van insecten die aangetrokken worden door de straatverlichtinɡ.

### Agressie tegenover soortgenoten

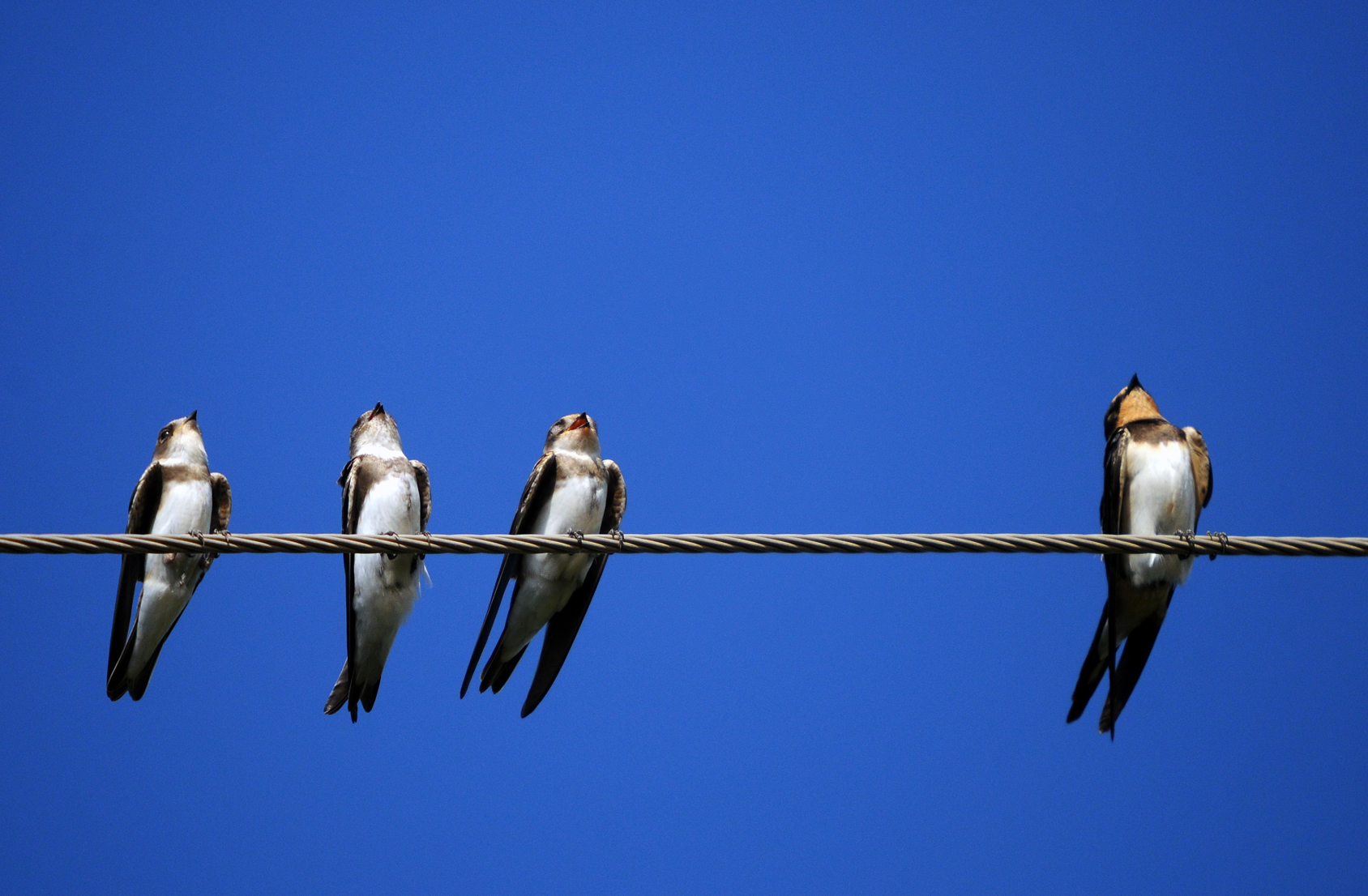
De boerenzwaluw is weinig tolerant wat zijn rustplek betreft, ook tegenover andere zwaluwsoorten zoals deze oeverzwaluwen (Riparia riparia).

Hoewel de boerenzwaluw een sociale vogel is, is hij soms weinig tolerant tegen zijn soortgenoten (en ook jegens andere zwaluwsoorten). Wanneer de boerenzwaluwen neerstrijken, bijvoorbeeld in hun roestplaats, rijzen er vaak conflicten over een favoriet plekje. Ook tijdens het broedseizoen komen conflicten veel voor, bijvoorbeeld wanneer vrouwtjes veren en ander geschikt nestmateriaal verzamelen. Wanneer de eieren zijn uitgekomen wordt het nest door het mannetje fel verdedigd tegen andere mannetjes.
Agressie tegenover soortgenoten uit zich onder andere in het wijd opensperren van de snavel en elkaar pikken. Indien een boerenzwaluw toegeeft, onderwerpt hij zich door zijn snavel van de opponent af te wenden. Als beide boerenzwaluwen niet toegeven neemt de agressie vaak toe en worden er zelfs achtervolgingen in de lucht gehouden, waarbij beide vogels hun alarmkreten laten horen. Fysiek geweld komt vooral voor tussen mannetjes. Zulke gevechten kunnen urenlang duren, soms met fatale gevolgen.

### Voedsel en jacht

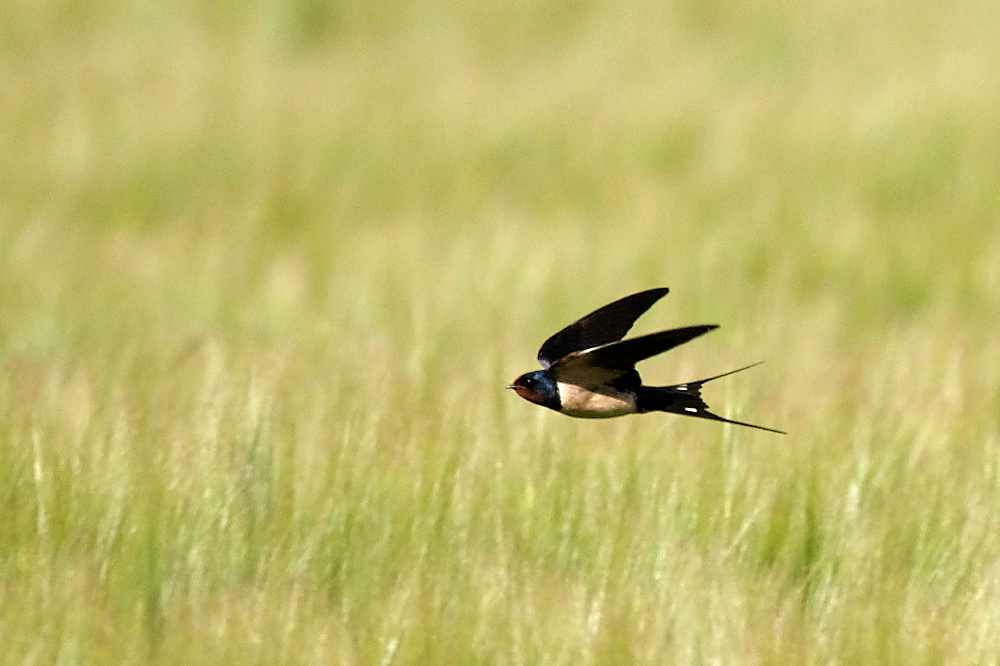
De boerenzwaluw voedt zich voornamelijk met vliegende insecten, die hij tot laag boven de grond vangt.

Insecten maken ongeveer 99 procent van het dieet uit. Net als de meeste insectenetende vogels, zoals andere zwaluwsoorten en gierzwaluwen, vangt de boerenzwaluw voornamelijk vliegende insecten. Doordat de boerenzwaluw zowel in zijn broedgebied als in zijn overwinteringsgebied profiteert van een overvloed aan vliegende insecten bestaat er slechts weinig voedselconcurrentie met soortgenoten of andere diersoorten. Bovendien jaagt de boerenzwaluw op grotere insecten dan de meeste andere vogels. In de broedgebieden maken grote tweevleugeligen (vliegen en muggen) ongeveer 70 procent van zijn dieet uit, gevolgd door bladluizen. Voordat het aantal insecten te veel afneemt trekken de boerenzwaluwen met hun jongen naar het overwinteringsgebied. Hier voedt de boerenzwaluw zich voornamelijk met vliesvleugeligen, met name met vliegende mieren. Andere insecten waarop de boerenzwaluw ook jaagt zijn onder andere nachtvlinders en kevers.
In tegenstelling tot de meeste zwaluwsoorten foerageert de boerenzwaluw voornamelijk erg laag, van vlak boven het maaiveld of het wateroppervlak tot zeven à acht meter hoogte. Op deze hoogte komen over het algemeen meer en grotere insecten voor dan hoger in de lucht. Op het land anticipeert hij op allerlei factoren die insecten verstoren, zoals de beweging van mensen, dieren of landbouwvoertuigen. Boven het water vangt hij insecten vanaf het wateroppervlak en begroeiingen langs de oever. Bij aanhoudend slecht weer voedt de boerenzwaluw zich ook met insecten die hij van wanden of daken van gebouwen plukt.

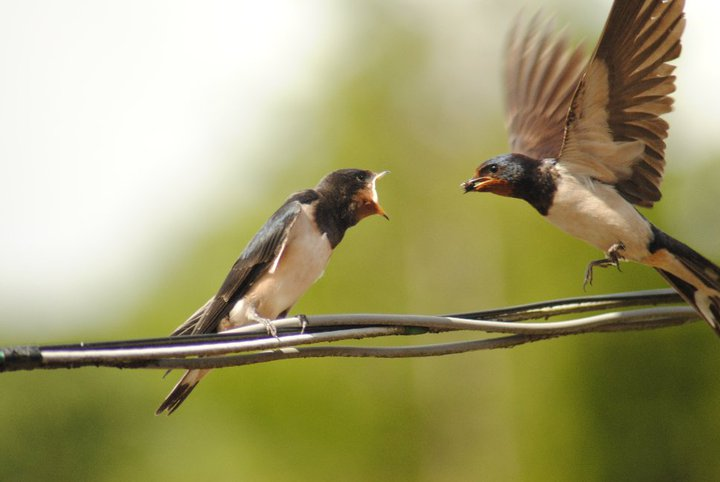
Voeding van een vliegvlugge juveniel

Boerenzwaluwen jagen gewoonlijk in grote groepen, maar wanneer er voor jongen gezorgd moet worden, jagen koppeltjes getweeën. Ze verzamelen meestal enkele tientallen insecten in hun krop voordat ze terugkeren naar hun jongen in het nest. Soms vergaren ze aanzienlijk grotere aantallen: bij één studie zijn tot 175 exemplaren in de krop aangetroffen.
Wanneer boerenzwaluwen zich klaarmaken voor de trek komen ze bijeen in groepen van soms wel duizenden exemplaren, om gezamenlijk op insecten te jagen en zo voldoende vetreserves op te bouwen. Aan het eind van de broedperiode is dit extra belangrijk, aangezien boerenzwaluwen die voor hun jongen hebben gezorgd veel gewicht hebben verloren. Rietbedden zijn een favoriete foerageerplaats omdat zich hier veel grote insecten bevinden. Bovendien bieden rietbedden een goede beschutting tegen roofvogels. Ook tijdens de trek blijft de boerenzwaluw zonder pauzes op insecten jagen. Ze kunnen slechts weinig vet opslaan en dat terwijl ze veel energie verbruiken tijdens de trek. Een bijzondere waarneming is dat insecten voor de boerenzwaluw ook een bron van water kunnen zijn, namelijk daar waar vliegen met hun spijsvertering het water uit een oase dat voor de vogels giftig is ontgiften.
Overwinterende boerenzwaluwen vertonen foerageergedrag dat kan uiteenlopen als ze verschillende broedgebieden hebben. Populaties die Groot-Brittannië als broedgebied hebben, jagen in hun overwinteringsgebied voornamelijk boven graslanden, terwijl groepen die in Zwitserland broeden een voorkeur hebben voor bosgebied.

### Vlieggedrag
De boerenzwaluw heeft een sierlijke vlucht, waarbij hij snelle vleugelslagen regelmatig afwisselt met duik- of glijvluchten. Samen met het gestroomlijnde lichaam en de lange staart- en vleugelveren zorgt deze manier van vliegen ervoor dat de boerenzwaluw ongeveer veertig procent minder energie verbruikt dan een gemiddelde vogel van hetzelfde formaat. De snelheid is niet bijzonder hoog en varieert tussen de 4 en 19 meter per seconde, met een geschatte vleugelslag van 5 tot 9 slagen per seconde. Als de boerenzwaluw aan het foerageren is bedraagt de snelheid meestal 8 tot 11 meter per seconde. Tijdens de trek spaart de boerenzwaluw energie uit door zo laag mogelijk over de grond en het water te vliegen, waarbij zijn gemiddelde snelheid rond de 12 meter per seconde ligt.
Dankzij zijn lange vleugels en zijn speciale staart is de boerenzwaluw wendbaarder dan de meeste andere insectenetende vogels, zoals oeverzwaluwen en gierzwaluwen. De boerenzwaluw gebruikt vooral zijn staart als roer. Hij kan deze in diverse hoeken draaien en wanneer hij zijn staartveren spreidt, creëert hij desgewenst meer luchtweerstand of liftkracht van de staart, waardoor hij in staat is om scherpe draaibewegingen te maken. Uit onderzoek blijkt dat de wendbaarheid van de boerenzwaluw met hogere snelheid nog toeneemt. Hierdoor kan de boerenzwaluw grotere insecten vangen en loopt hij weinig risico wanneer hij dicht langs obstakels vliegt of laag over de grond scheert. De boerenzwaluw is in staat om tijdens zijn vlucht water te drinken door met geopende snavel laag over meren of rivieren te vliegen. Een bad nemen gaat op een gelijksoortige wijze: de boerenzwaluw duikt tijdens de vlucht voor een kort moment in het water.

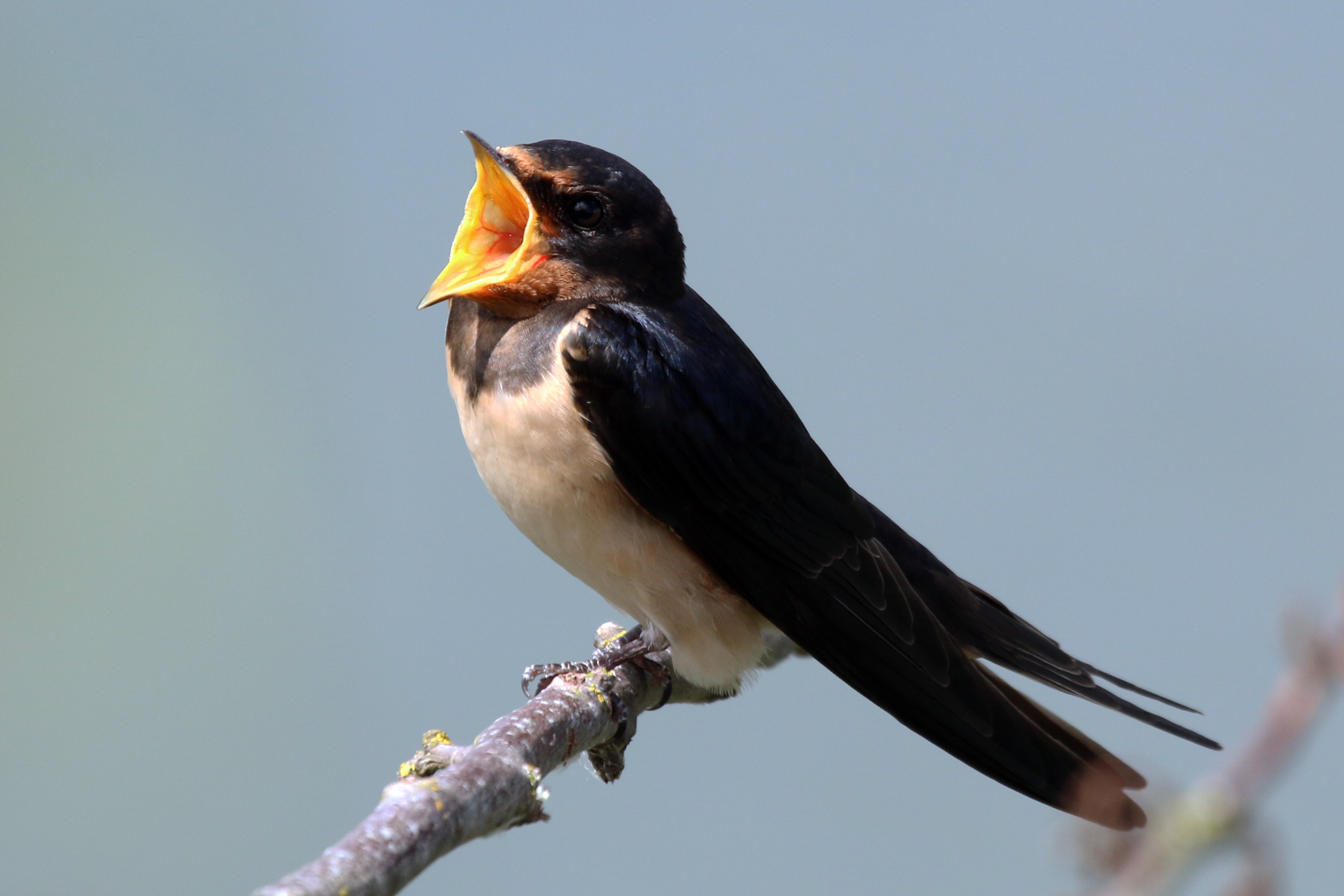

### Zang
De boerenzwaluw is relatief rustig als hij overwintert, maar luidruchtig in het broedseizoen. Het mannetje zingt zowel tijdens de vlucht als wanneer hij is neergestreken en gebruikt zijn zang om vrouwtjes aan te trekken, om ze tot broeden aan te zetten en om rivaliserende mannetjes weg te houden. Het lied van het mannetje is een vrolijk, helder gekwetter dat klinkt als tri-triet en soms een frase beëindigt met een droog geknars, waarbij de laatste noot omhoog gaat. Vrouwtjes hebben een minder breed repertoire en laten enkel een simpel gekwetter horen.
De boerenzwaluw communiceert met zijn soortgenoten door zijn kenmerkende roep, een luid wit of wit-wit dat meerdere keren wordt herhaald. Als katten of andere roofdieren in de buurt zijn laat de boerenzwaluw een luid siFLITT horen, bij roofvogels is dat een luid flitt-flitt.

### Verzorging
Boerenzwaluwen ruien over het algemeen vroeg in de overwinteringsperiode. Volwassen vogels in een goede lichaamsconditie zijn korter in de rui aangezien hun veren sneller aangroeien. Het verenkleed wordt het hele jaar door verzorgd, vooral in de rustmomenten. Boerenzwaluwen strekken hun vleugels uit of maken hun veren schoon door hun snavel door de veren te halen, waarbij ze vet uit hun stuitklier gebruiken. Moeilijk te bereiken plekken, zoals de kop en de nek, worden meestal in de vlucht behandeld; hiervoor reiken ze met hun poot over de vleugel heen.
Tijdens het schoonmaken worden vogelluizen en andere dierluizen verwijderd die gaten in de staart- en vleugelveren veroorzaken. Dit zijn voornamelijk luizen van de familie Philopteridae, zoals Brueelia domestica en Philopterus microsomaticus. Geslachtsrijpe mannetjes besteden het meeste aandacht aan de verzorging van hun verenkleed, aangezien een vrouwtje minder snel zal paren met een mannetje dat parasieten draagt.
Bij warm weer zoeken boerenzwaluwen de schaduw op, maar doen soms juist het tegenovergestelde. Vooral in de morgen komen boerenzwaluwen bij elkaar om gezamenlijk te zonnebaden. Meestal liggen ze voorover op de oppervlakte en spreiden ze de vleugels en staartveren wijd uit elkaar. Een zonnebad duurt meestal een aantal minuten, zelfs op hete oppervlakten. Er zijn boerenzwaluwen waargenomen die bij een meteorologische temperatuur van 30 tot 36 °C aan het zonnebaden waren op een dak waar de temperatuur rond de 50 °C lag. Waarom boerenzwaluwen dit doen is niet zeker, maar mogelijk is zonnebaden een middel om van parasieten af te komen.

### Predatoren
Grote groepen boerenzwaluwen trekken vaak uilen en roofvogels aan. Valken zoals de Afrikaanse boomvalk en de slechtvalk behoren door hun grote snelheid en wendbaarheid tot de belangrijkste natuurlijke vijanden. Andere dieren die op boerenzwaluwen en hun kroost jagen zijn bijvoorbeeld meeuwen, slangen en roofdieren als wasberen, marters, lynxen en wilde katten.
Een boerenzwaluw verdedigt zich bij een dergelijke aanval zeer fel en krijgt vaak hulp van soortgenoten. Samen vormen ze een cirkel rond de belager, laten hun alarmkreet horen en duiken een voor een naar beneden om aan te vallen. Boerenzwaluwen verjagen regelmatig dieren die ze als een bedreiging bezien, maar geen werkelijk gevaar vormen, zoals duiven, ijsvogels en reigers. Wanneer de opponent vlucht, blijven de boerenzwaluwen hem soms achtervolgen. Vooral wanneer een nest wordt genaderd vertoont de boerenzwaluw zeer agressief gedrag en valt vrijwel altijd aan, ongeacht de grootte van de belager.

## Voortplanting en ontwikkeling
De geslachtsrijpe mannetjes trekken eerder naar de broedgebieden dan de vrouwtjes en de jongere mannetjes. Zo hebben ze genoeg tijd om een geschikte nestplaats in een beschutte omgeving uit te zoeken. Wanneer een mannetje een plek heeft uitgekozen, laat hij dit aan de vrouwtjes weten door zijn zang en een cirkelvormige vlucht. Een mannetje dat succesvol was in het vorige broedseizoen vormt soms opnieuw een koppel met datzelfde vrouwtje. Mannetjes die in het broedgebied aankomen terwijl er al vrouwtjes zijn gearriveerd maken minder kans op nageslacht. De late aankomst kan voor de vrouwtjes een aanwijzing zijn voor een slechte conditie. Bovendien is de kans op een derde broedsel minder groot wanneer het nest pas laat wordt gebouwd.

### Hofmakerij
| |  |  |
| Mannetjes waarvan de staartveren lang zijn en veel witte vlekken hebben (links) zijn het meest in trek bij de vrouwtjes. Asymmetrische staartveren (rechts) zijn voor vrouwtjes een mogelijk bewijs van een slechte gezondheid. |  |  |

Het succes van een mannetje dat op zoek is naar een partner hangt voor een groot deel af van het uiterlijk van zijn staartveren. Tijdens de hofmakerij spreidt hij daarom zijn staart, zodat het vrouwtje de staartveren goed kan bekijken. Instinctief weten vrouwtjes dat een mannetje met langere staartveren over het algemeen langer leeft en beter bestand is tegen ziektes. Bovendien zal zijn nageslacht ook het meest levensvatbaar zijn. Mannetjes met lange staartveren hebben ook grotere witte vlekken op de staart. Dierluizen die zich met veren voeden hebben een voorkeur voor witte veren. Een onderzoek in 1999 wees uit dat vrouwtjes een voorkeur hebben voor mannetjes die veel onbeschadigde witte vlekken op de staart hebben en dus weinig of geen parasieten dragen. Een derde factor waar het wijfje op let is de symmetrie van de staart. Asymmetrische staarten kunnen erfelijk zijn en het gevolg van incest of mutaties, maar ook andere factoren kunnen een lengteverschil in de buitenste staartveren veroorzaken, zoals slechte voeding, ziektekiemen of parasitisme. Asymmetrische staarten zijn daarom vaak een teken van een zwakke gezondheid of erfelijke aandoeningen. Bovendien beïnvloedt asymmetrie in de staart de wendbaarheid tijdens de jacht, waardoor het mannetje minder voedsel kan verzamelen voor de jongen.

### Paring
Koppels blijven tot het einde van het broedseizoen bij elkaar en werken nauw samen met het maken en verdedigen van hun nest. Toch zijn boerenzwaluwen niet strikt monogaam. Mannetjes paren met vrouwtjes van andere koppels om meer nakomelingen te krijgen, en vrouwtjes paren regelmatig met andere, aantrekkelijke mannetjes dan hun partner om zo nakomelingen te krijgen die ook aantrekkelijker en dus succesvoller zullen zijn. Een mannetje bewaakt zijn vrouwtje opdat het niet wordt lastiggevallen door andere mannetjes en hij de vader zal zijn van de jongen in hun nest. Soms laat een mannetje misleidende waarschuwingsgeluiden horen om een paring tussen zijn partner en een ander mannetje te verstoren.
In Noord-Amerika zijn kruisingen van de boerenzwaluw aangetroffen met de Amerikaanse klifzwaluw (Petrochelidon pyrrhonota) en de holenzwaluw (P. fulva). Kruisingen van de boerenzwaluw en de huiszwaluw (Delichon urbicum) komen in Eurazië veel voor en zijn een van de talrijkste hybriden onder de zangvogels.

### Nest
In gebieden waar zich veel goede nestplaatsen bevinden vormen boerenzwaluwen kleine kolonies, soms tot 3000 meter boven de zeespiegel. De tussenruimte tussen de nesten verschilt per gebied; in Europa is dit rond de vier à vijf meter, bij Noord-Amerikaanse nesten meestal minder dan drie meter. Wanneer de kolonie erg talrijk is worden de nesten soms dichter op elkaar gebouwd. Binnen een kolonie heeft elk broedpaar rond het nest zijn eigen territorium dat tussen de 4 en 25 vierkante meter groot is. Het wordt onder andere gebruikt om te broeden, te foerageren en te rusten, en wordt vooral door het mannetje fel verdedigd tegen andere mannetjes en natuurlijke vijanden.
Een nieuw nest wordt in vijf tot twaalf dagen door een koppel gebouwd. Oorspronkelijk bouwde de boerenzwaluw zijn nest voornamelijk tegen rotswanden en in grotten. Naarmate er meer menselijke bouwwerken verschenen ontstonden steeds meer alternatieven. Tegenwoordig kiest de vogel meestal voor makkelijk toegankelijke gebouwen of bouwt onder bruggen of afdaken. In Noord-Amerika gaat de boerenzwaluw vaak een samenwerkingsverband aan met visarenden en bouwt daartoe zijn nest onder het nest van deze visetende roofvogel. De visarend zal eventuele belagers van de boerenzwaluw afschrikken, terwijl de boerenzwaluw op zijn beurt zijn waarschuwingsroep zal laten horen wanneer roofdieren het op de jongen van de visarend gemunt hebben. De boerenzwaluw is over het algemeen echter weinig kieskeurig wat de locatie betreft en nestelt zelfs succesvol op bewegende objecten, zoals boten en treinen.
Het komvormige nest wordt zodanig tegen balken of uitstekende delen geplaatst dat de ouders de ingang aan de bovenzijde makkelijk in een horizontale vlucht kunnen bereiken. In de bek verzamelen beide zwaluwen modder die ze vervolgens vermengen met speeksel en op de constructie aanbrengen. Als versteviging gebruiken ze onder andere veren en plantaardig materiaal, zoals gras en algen. De binnenzijde wordt bedekt met zachte materialen als donsveertjes en haren van vee.

### Broedsel

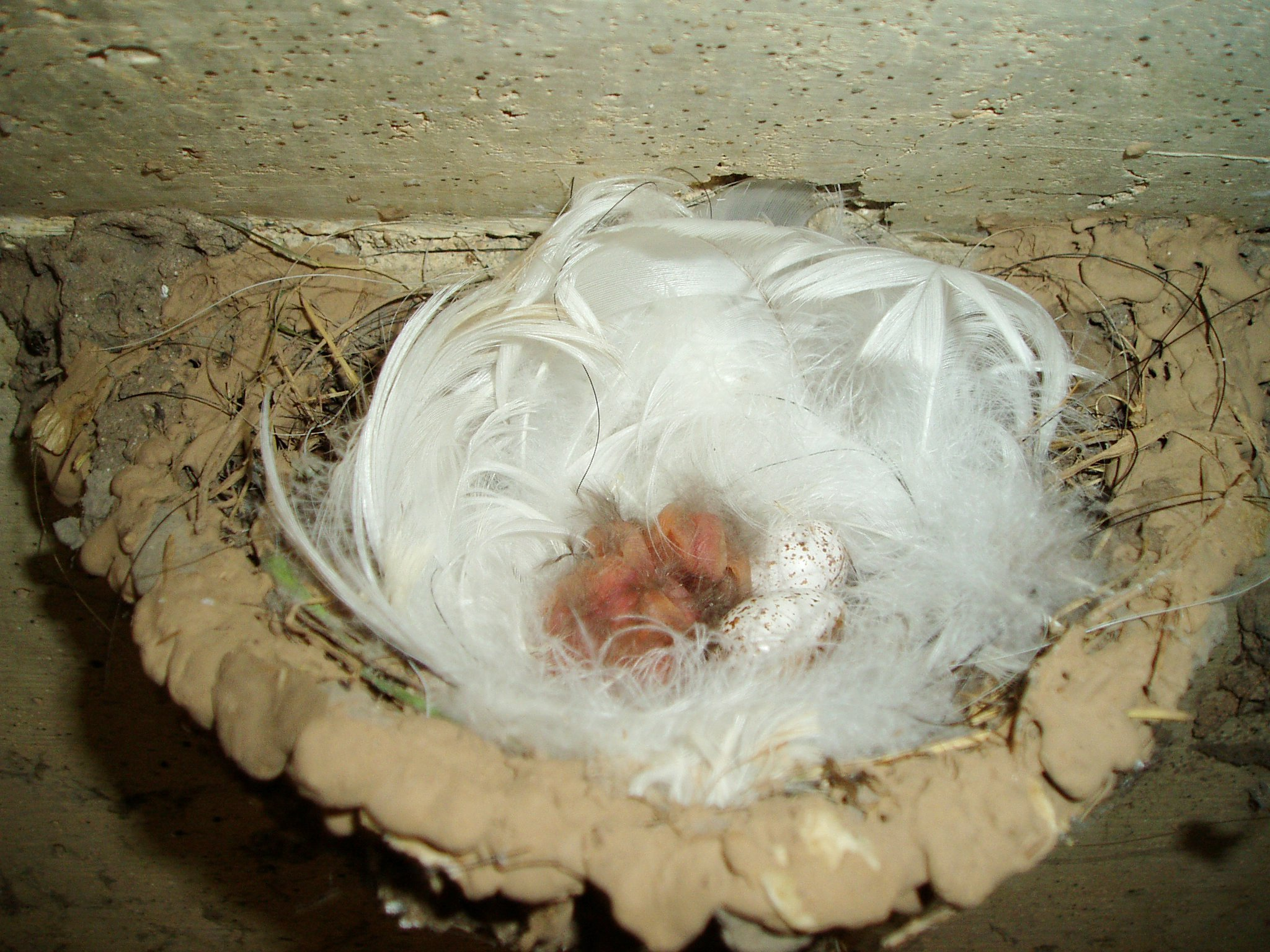
Een broedsel bestaat meestal uit vier à vijf eieren.

Aan het begin van het broedseizoen legt het vrouwtje ongeveer een week lang bijna elke dag één ei, meestal vroeg in de morgen tussen vier en acht uur. Het broedsel bedraagt gewoonlijk vier à vijf eieren, maar dit aantal kan variëren tussen de twee en acht. Een gemiddeld ei is 20 bij 14 millimeter groot en weegt ongeveer 1,9 gram. De schaal van het ei is wit en heeft een groot aantal rode en paarsbruine spikkels en vlekken. In Europa broedt het vrouwtje de eieren vrijwel alleen uit, maar in Noord-Amerika neemt het mannetje ongeveer een kwart van de broedtijd voor zijn rekening. Na 14 tot 19 dagen komen de eieren vrijwel tegelijk uit en worden de eierschalen door het vrouwtje uit het nest verwijderd.
De jongen komen blind en naakt uit het ei en wegen op dat moment tussen de 1,5 en 1,9 gram. Na ongeveer zes dagen gaan de ogen open en na tien dagen verschijnen de eerste veren. In twee weken is het gewicht toegenomen tot 22 tot 25 gram en zijn de jongen dus zwaarder dan een volwassen boerenzwaluw. Vervolgens verliezen de huid en de veren veel water en neemt het gewicht weer af. Juvenielen blijven 18 tot 23 dagen in het nest en worden gevoerd door beide ouders. Al snel leren de jongen het geluid van hun ouders herkennen en laten ze hun roep horen wanneer een van hen het nest nadert.
Het nest wordt door beide ouders beschermd tegen natuurlijke vijanden en vooral het mannetje zal zeer dicht naar een belager van het nest toe vliegen om deze te verjagen. Het nest wordt niet alleen belaagd door dieren op zoek naar voedsel, zoals katten of roofvogels, maar ook door huismussen. Het is regelmatig waargenomen dat deze de eieren vernietigen of de jongen doden, maar waarom ze dit doen is niet bekend. Regelmatig heeft dit tot een matig broedresultaat geleid in Noord-Amerika en Europa. Broedparasitisme door koevogels in Noord-Amerika of koekoeken in Eurazië komt slechts zelden voor in nesten van boerenzwaluwen. Vrijgezelle mannelijke soortgenoten vormen een groter gevaar. Deze zijn erg competitief en in hun drang om nageslacht te kunnen verwekken doden ze geregeld de jongen in een nest. Het vrouwtje verlaat na de dood van haar kroost haar oude partner en paart met een ander, meestal met het mannetje dat haar nakomelingen omgebracht heeft. Mijten zijn ook een bedreiging voor de juvenielen en veroorzaken bloedingen en verzwakking van het immuunsysteem, vaak met de dood tot gevolg. Als een nest geïnfecteerd raakt, daalt de overlevingskans van het eerste broedsel van ongeveer 90 naar 65 procent.
In de broedperiode wordt doorgaans een tweede broedsel grootgebracht en soms zelfs een derde. Mannetjes uit het eerste broedsel helpen vaak hun ouders met het uitbroeden van de eieren en het verdedigen en repareren van het nest, dat vaak ook in latere jaren nog wordt gebruikt.

Van ei tot juveniel:
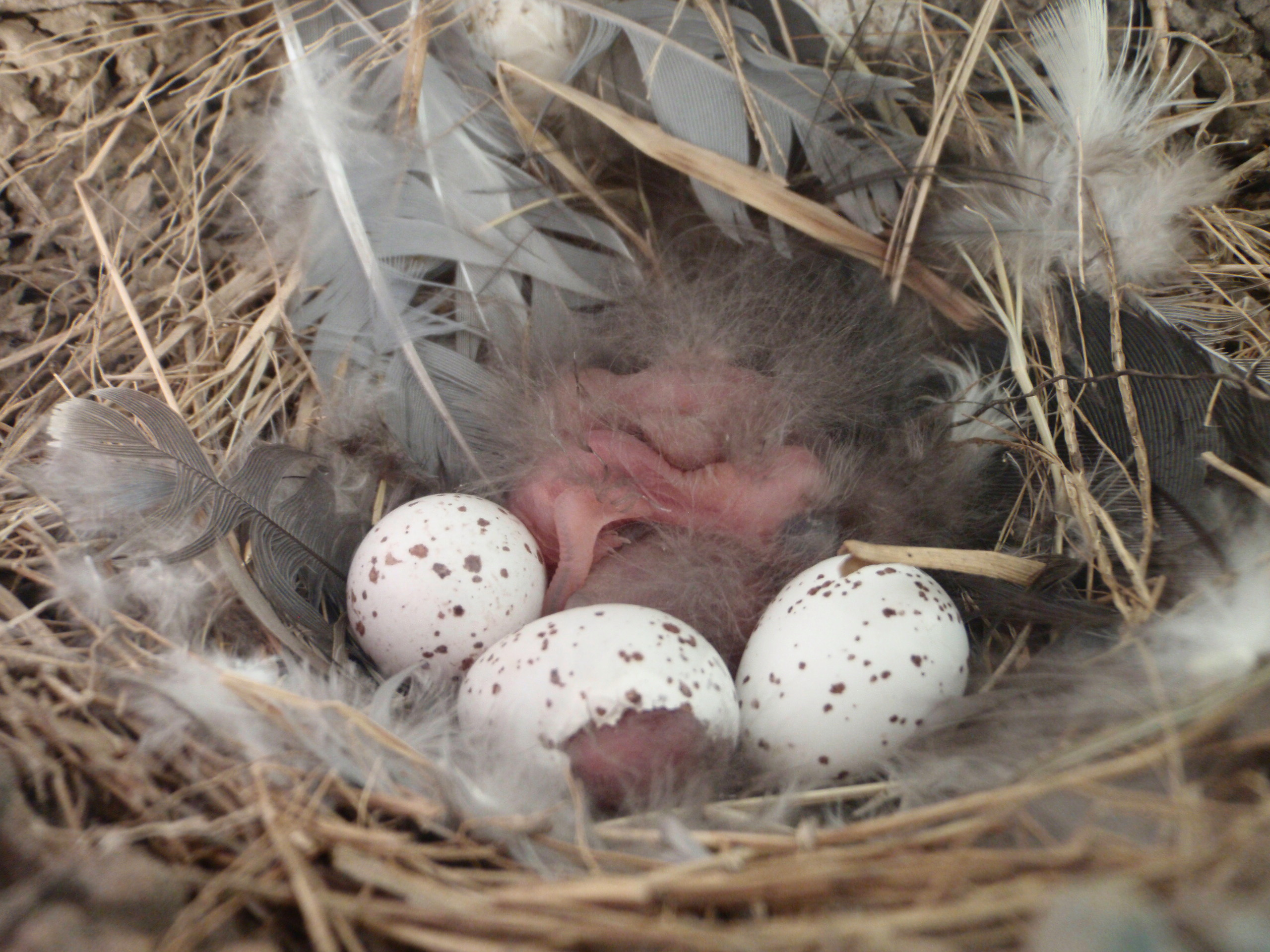
Pasgeboren kuikens
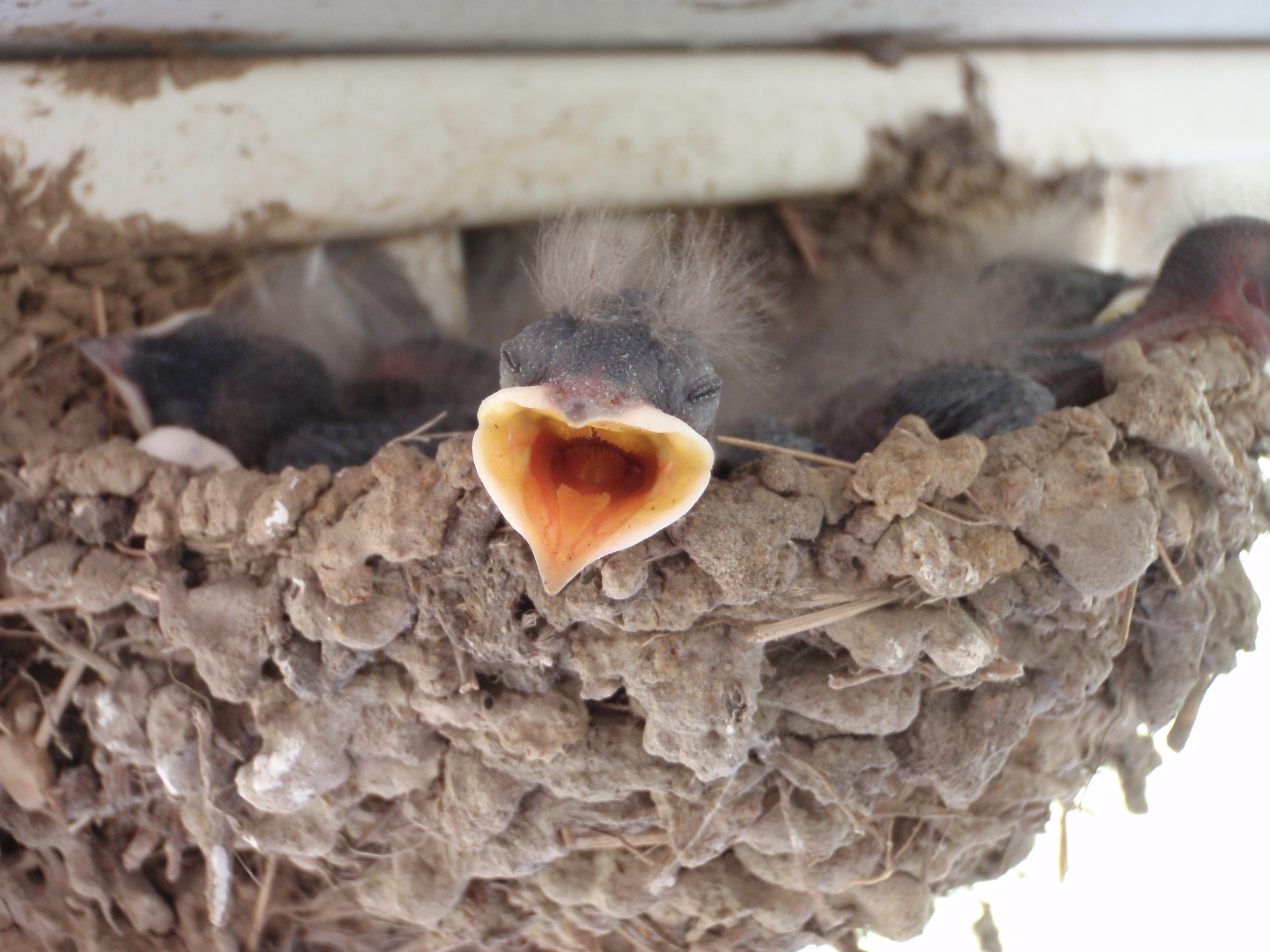
Juvenielen van enkele dagen oud
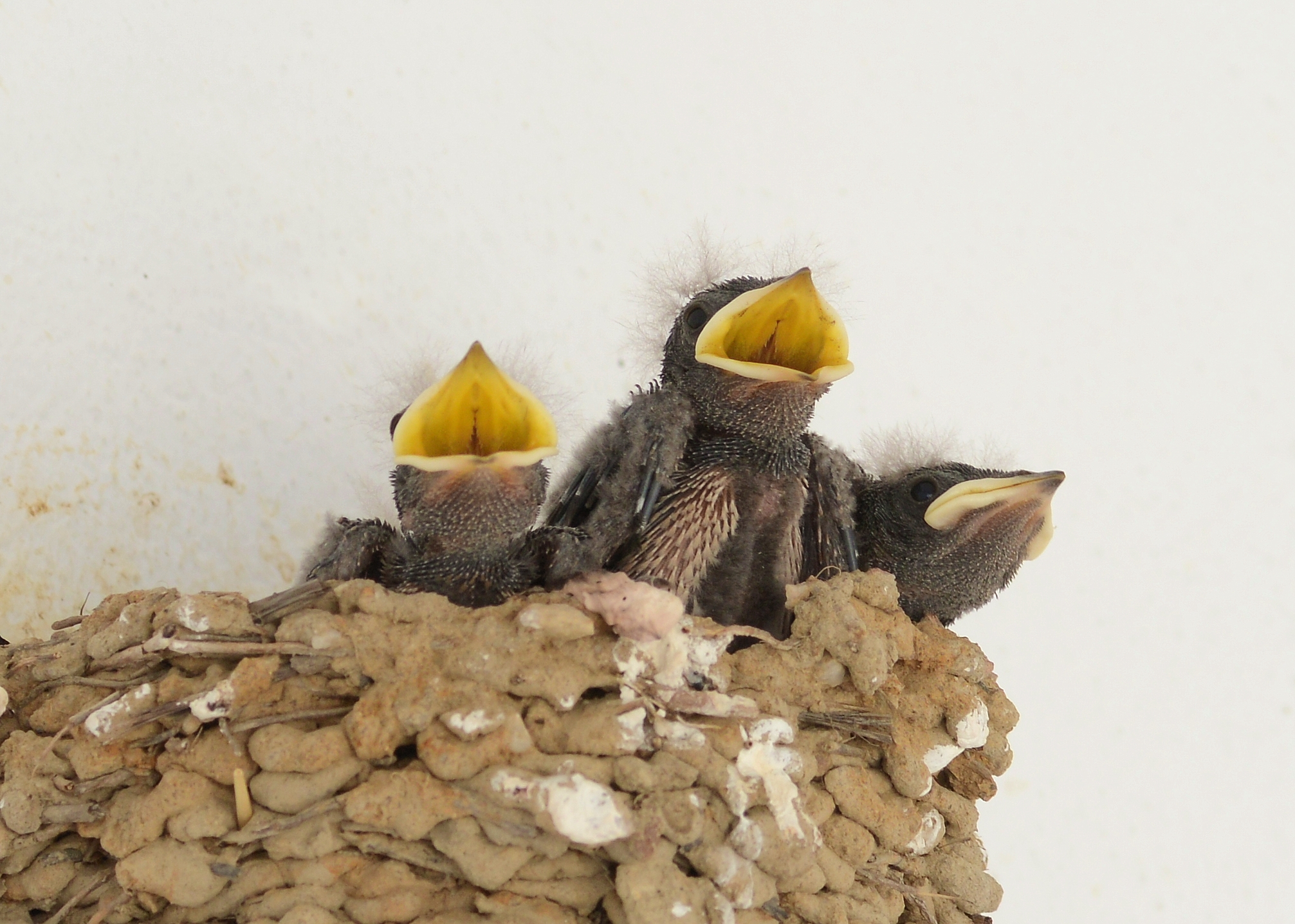
Juvenielen van ongeveer een week oud
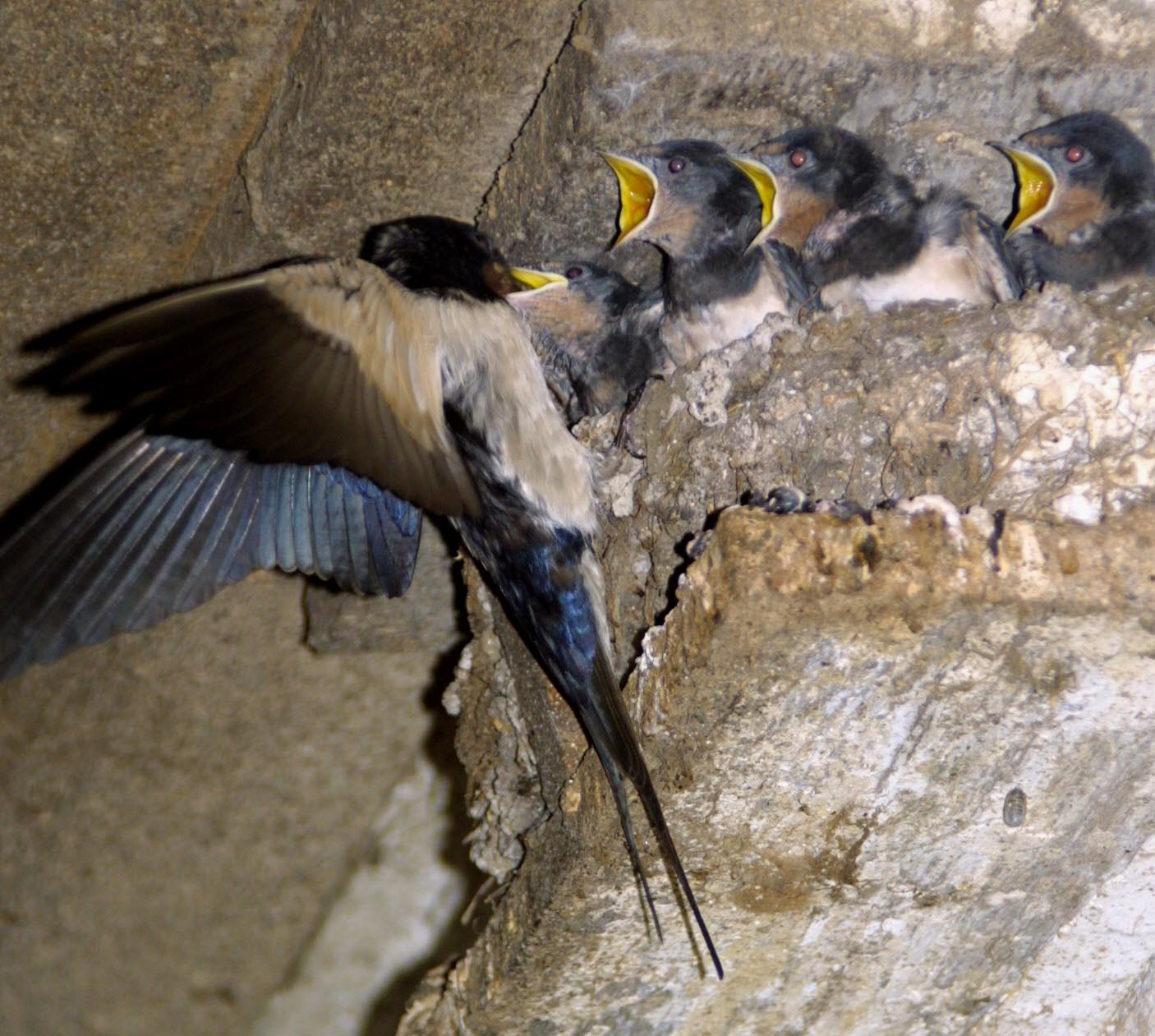
Juvenielen van ongeveer twee weken oud
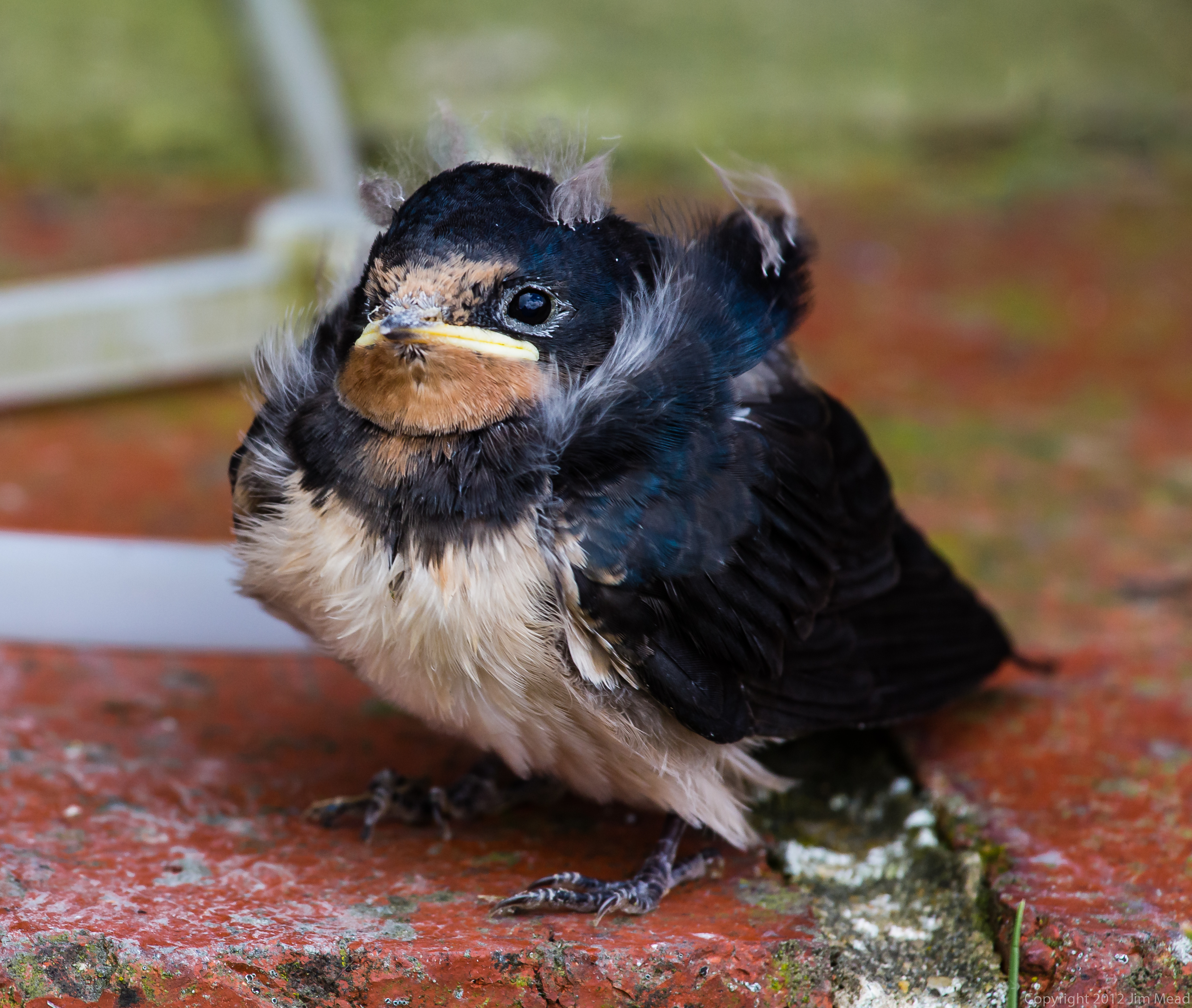
Een juveniel kort na het verlaten van het nest

### Latere leeftijd

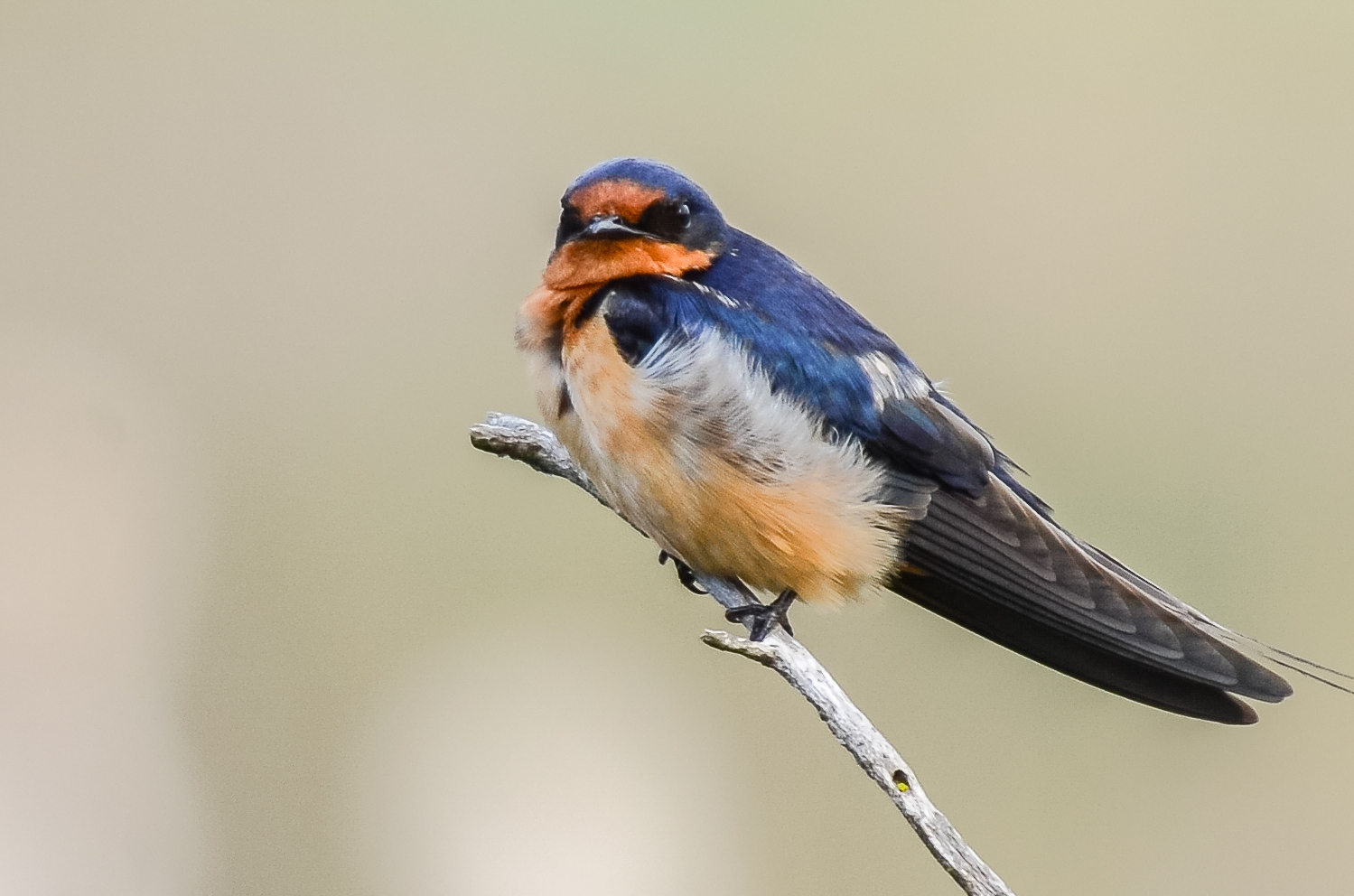
Jonge boerenzwaluw in de rui

Nadat juvenielen het nest hebben verlaten worden ze nog ongeveer een week lang door de ouders gevoerd. Bij het naderen van een van de ouders laten de jongen hun roep horen; ze houden zich echter stil wanneer een andere boerenzwaluw nadert. Een boerenzwaluw is na 33 tot 35 dagen volgroeid, maar verliest zijn juveniele verenkleed pas tijdens de rui in het overwinteringsgebied.
Jonge boerenzwaluwen zijn meestal in het eerstvolgende broedseizoen al geslachtsrijp, al zal hun nest dan nog niet zoveel eieren bevatten als dat van oudere vogels. De mannetjes leven doorgaans langer dan de vrouwtjes en worden gemiddeld vier jaar oud. De hoogst gedocumenteerde leeftijd voor een boerenzwaluw bedraagt meer dan elf jaar.

## Taxonomie

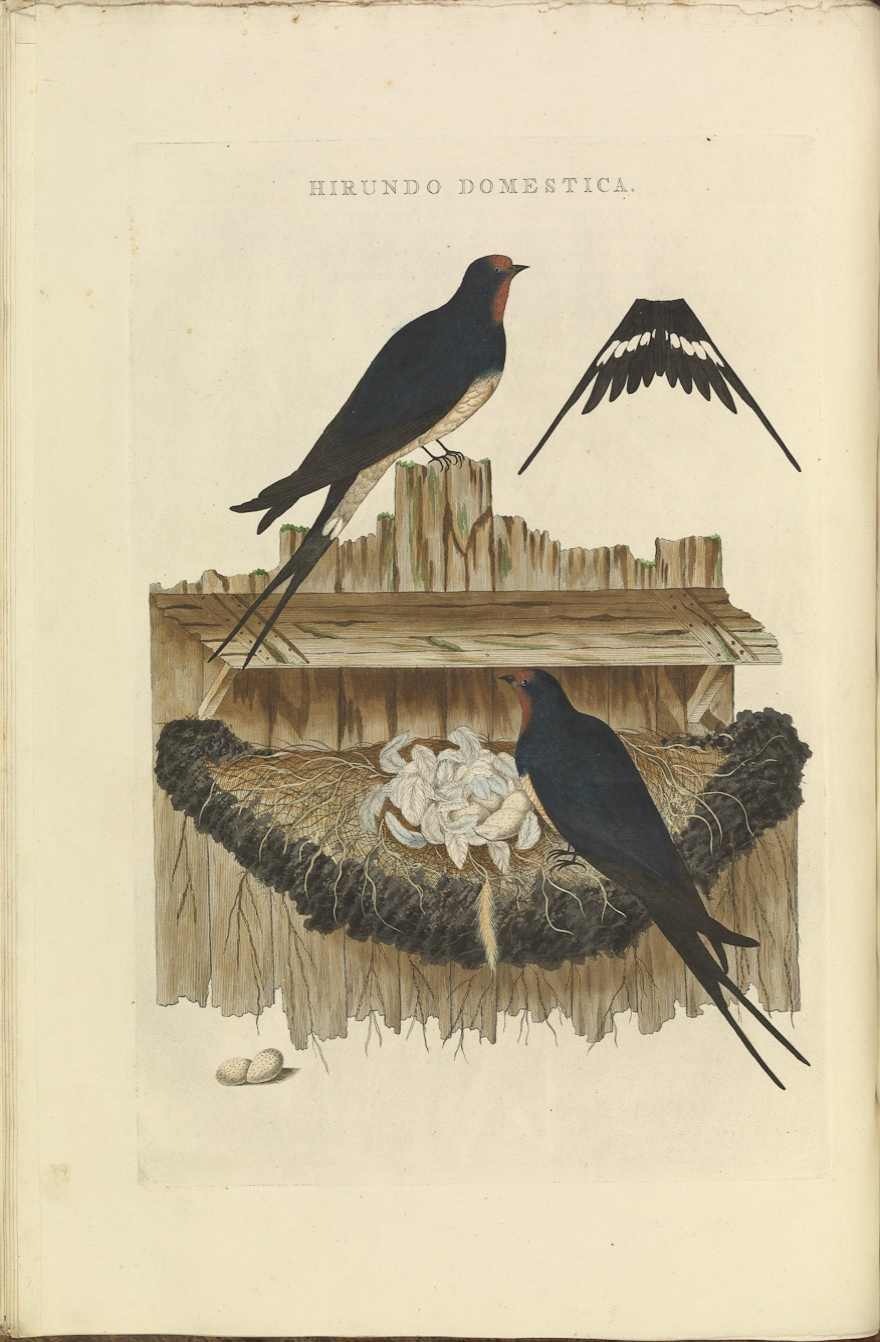
Boerenzwaluw in Nederlandsche vogelen door Cornelius Nozeman en Christiaan Sepp (1770)

Linnaeus gaf de boerenzwaluw in 1758 in Systema naturae de wetenschappelijke naam Hirundo rustica, en verwees daarbij naar eerdere beschrijvingen door Conrad Gesner, Ulisse Aldrovandi, Jan Jonston, Francis Willughby, John Ray, Eleazar Albin en Johann Leonhard Frisch. Zwaluwen van verschillende soorten van het geslacht Hirundo kunnen sterk met elkaar overeenkomen, wat het maken van een indeling in soorten bemoeilijkt. De roodkeelzwaluw (H. lucida) bijvoorbeeld lijkt sterk op de boerenzwaluw en werd voorheen wel als de ondersoort H. r. lucida van de boerenzwaluw beschouwd.

### Ondersoorten
Er bestaat geen eenduidigheid over het aantal ondersoorten van de boerenzwaluw. Zes ondersoorten zijn algemeen erkend, maar er zijn er een aantal meer die nog worden betwist. Het betreft voornamelijk zwaluwen die in het oosten van Azië broeden. In onderstaand overzicht is ook H. r. saturata opgenomen; deze ondersoort wordt door een groot aantal biologen erkend. Andere, minder erkende ondersoorten zijn onder andere H. r. mandschurica beschreven door Wilhelm Meise in 1934 en H. r. ambigua beschreven door Erwin Stresemann in 1940.
H. r. rustica is de nominaatondersoort. De vleugellengte varieert van 121 millimeter in Pakistan en Noord-India tot 125 millimeter in Scandinavië. Het enorme broedgebied van H. r. rustica strekt zich uit over Europa en Azië en loopt vanaf de Noordpoolcirkel naar het zuiden tot het Midden-Oosten, Sikkim en de bovenste rand van Afrika; in het oosten wordt het gebied begrensd door de Siberische rivier de Jenisej. Deze ondersoort overwintert in Afrika, het Arabisch Schiereiland en India.

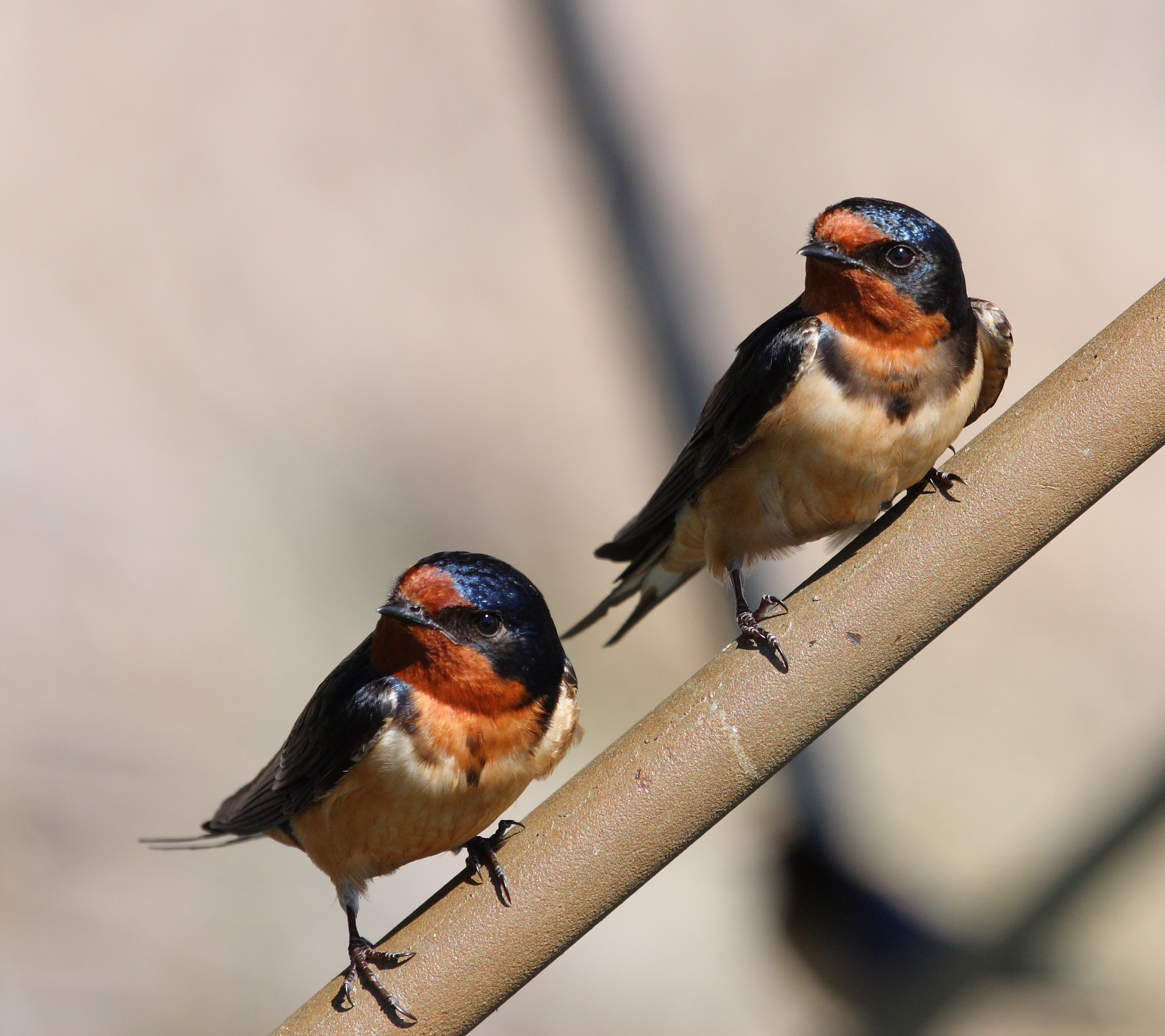
H. r. erythrogaster, de Amerikaanse ondersoort

H. r. erythrogaster Boddaert, 1783 is de Amerikaanse ondersoort. Deze ondersoort heeft een rossige onderzijde en een smallere, soms onderbroken blauwe borstband. De vleugellengte is gemiddeld 120 millimeter. Het broedgebied in Noord-Amerika strekt zich uit van Alaska tot ver in Mexico, het overwinteringsgebied loopt van de Kleine Antillen en Costa Rica in het noorden tot aan Argentinië, diep in Zuid-Amerika.
Genetisch onderzoek in 2005 wees uit dat verschillen in het DNA tussen H. r. erythrogaster en H. r. rustica vrijwel net zo groot zijn als die tussen de boerenzwaluw, de roodkeelzwaluw (H. lucida) en de Ethiopische zwaluw (H. aethiopica). Sommige biologen opperen daarom dat erythrogaster als een op zichzelf staande soort beschouwd dient te worden.
H. r. transitiva Hartert, 1910 is een ondersoort die voorkomt in het Midden-Oosten, van Zuid-Turkije tot Israël. De onderzijde is oranjerood en de borstband onvolledig; de gemiddelde vleugellengte is 126 millimeter bij mannetjes en 120 millimeter bij vrouwtjes. De meeste van deze zwaluwen zijn standvogels, maar sommige overwinteren in Oost-Afrika.

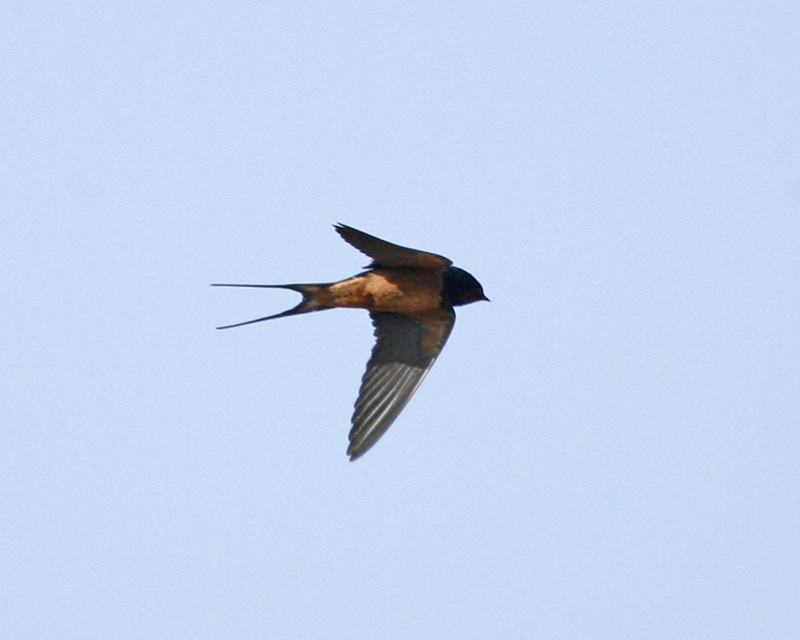
H. r. savignii is een standvogel in Egypte.

H. r. savignii Stephens, 1817 is een ondersoort uit Egypte, en vernoemd naar de Franse zoöloog Marie Jules César Savigny. Deze ondersoort is een standvogel en lijkt sterk op H. r. transitiva. De onderzijde van H. r. savignii is echter donkerrood en de borstband is breder en compleet. Ook de gemiddelde vleugellengte is iets korter, namelijk 119 millimeter.

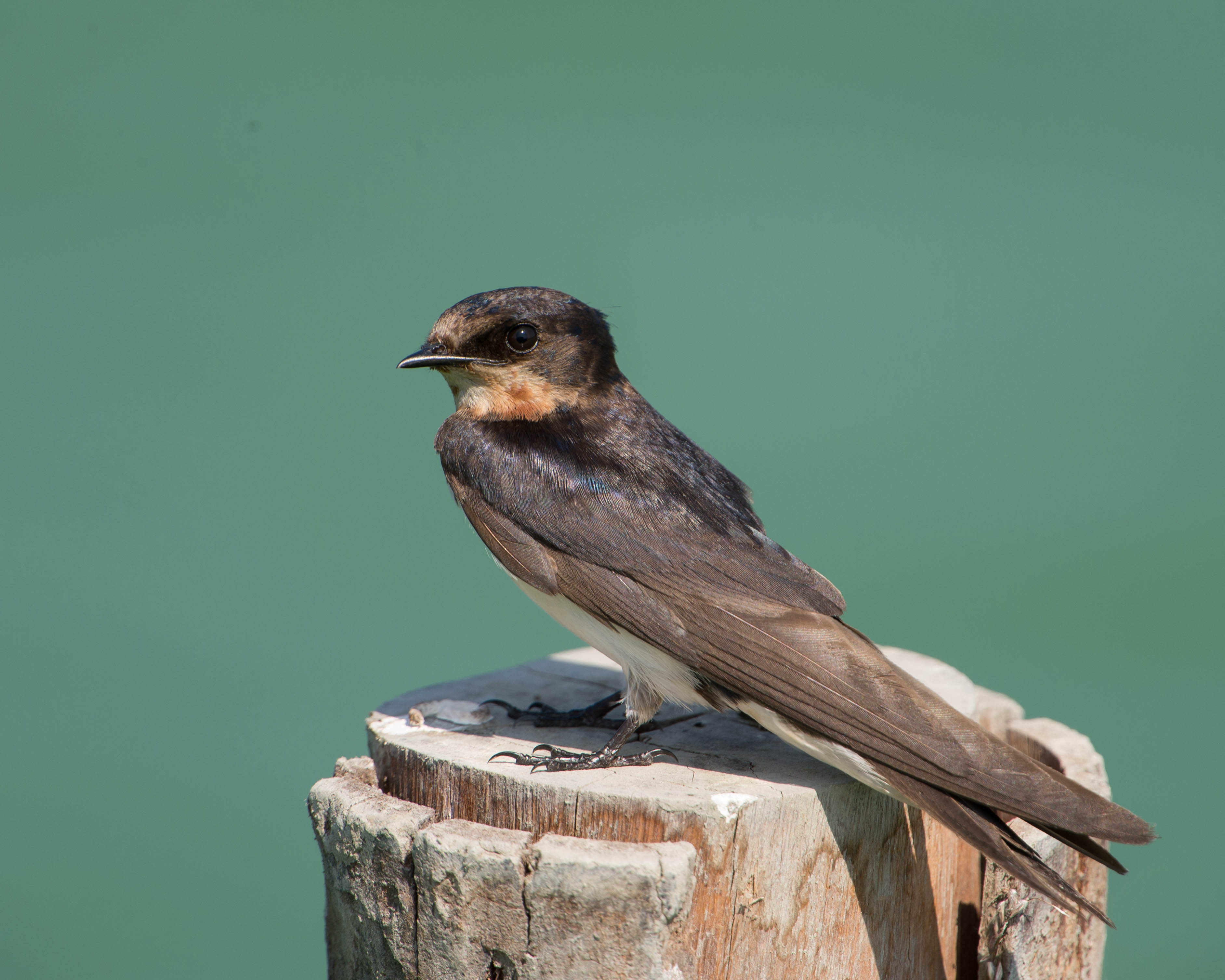
H. r. gutturalis, een ondersoort in Zuidoost-Azië

H. r. gutturalis Scopoli, 1786 is een kleine ondersoort waarvan het broedgebied zich bevindt in het oosten van de Himalaya, China, Korea, Japan en Taiwan. Een enkele keer wordt deze ondersoort ook in Kamtsjatka aangetroffen. De vleugellengte bij mannetjes is gemiddeld 116 millimeter, bij vrouwtjes 115 millimeter. De onderzijde is lichtgekleurd tot wit, de borst donkerrood en de borstband onvolledig. De borst is donkerrood. H. r. gutturalis overwintert voornamelijk in India, Sri Lanka, Zuidoost-Azië en Nieuw-Guinea, maar steeds vaker worden ook exemplaren aangetroffen in Australië. In het oosten van Azië komen rond de rivier de Amoer sinds het einde van de twintigste eeuw hybriden voor van H. r. gutturalis en H. r. tytleri. Voorheen werd gedacht dat deze twee ondersoorten geen geografische overlap hadden, maar dankzij de toename van bebouwing is het verspreidingsgebied van beide ondersoorten groter geworden.
H. r. tytleri Jerdon, 1864 is een ondersoort waarvan het broedgebied zich bevindt in Zuid- en Midden-Siberië en Mongolië; het overwinteringsgebied strekt zich uit van het oosten van India tot Zuidoost-Azië. Deze ondersoort werd vernoemd naar de Britse bioloog Robert Christopher Tytler. Dit is de donkerst gekleurde boerenzwaluw, met een dieporanjerode onderzijde en een onvolledige borstband. De vleugellengte varieert van 117 millimeter in Zuid-Siberië tot 122 in Mongolië.
H. r. saturata Ridgway, 1883 is een broedvogel in Oost-Siberië en overwintert tot in Zuidoost-Azië. Net als bij H. r. gutturalis is de vleugellengte bij mannetjes gemiddeld 116 millimeter en bij vrouwtjes 115 millimeter. Broedende boerenzwaluwen in Kamtsjatka werden door Benedykt Dybowski in 1883 als een aparte ondersoort benoemd, namelijk H. r. kamtschatica, maar worden nu beschouwd als H. r. gutturalis of H. r. saturata. De geldigheid van de ondersoort H. r. saturata wordt echter betwist; volgens sommige biologen is het synoniem aan H. r. gutturalis of H. r. tytleri.

## Verspreiding

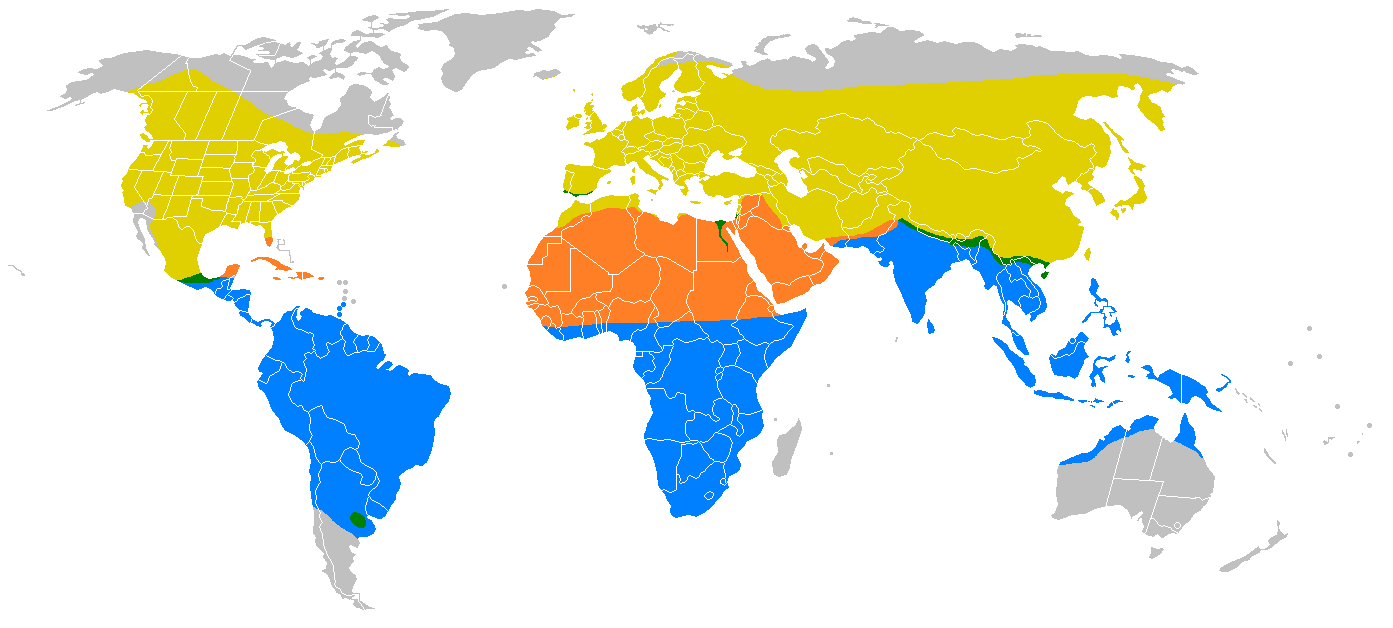
Verspreidingsgebied
----

De boerenzwaluw is een kosmopoliet en heeft een groter verspreidingsgebied dan welke andere zwaluw ook. Terwijl de overige soorten van het geslacht Hirundo enkel in de Oude Wereld voorkomen en de meeste inheems zijn in Afrika, komt de boerenzwaluw met uitzondering van de koude gebieden rond de polen vrijwel overal ter wereld voor. De totale grootte van het verspreidingsgebied wordt geschat op 43.400.000 vierkante kilometer. De boerenzwaluw is als dwaalgast aangetroffen in afgelegen eilanden, zoals Hawaï, Bermuda, Groenland, Tristan da Cunha en de Falklandeilanden, en zelfs in Antarctica.

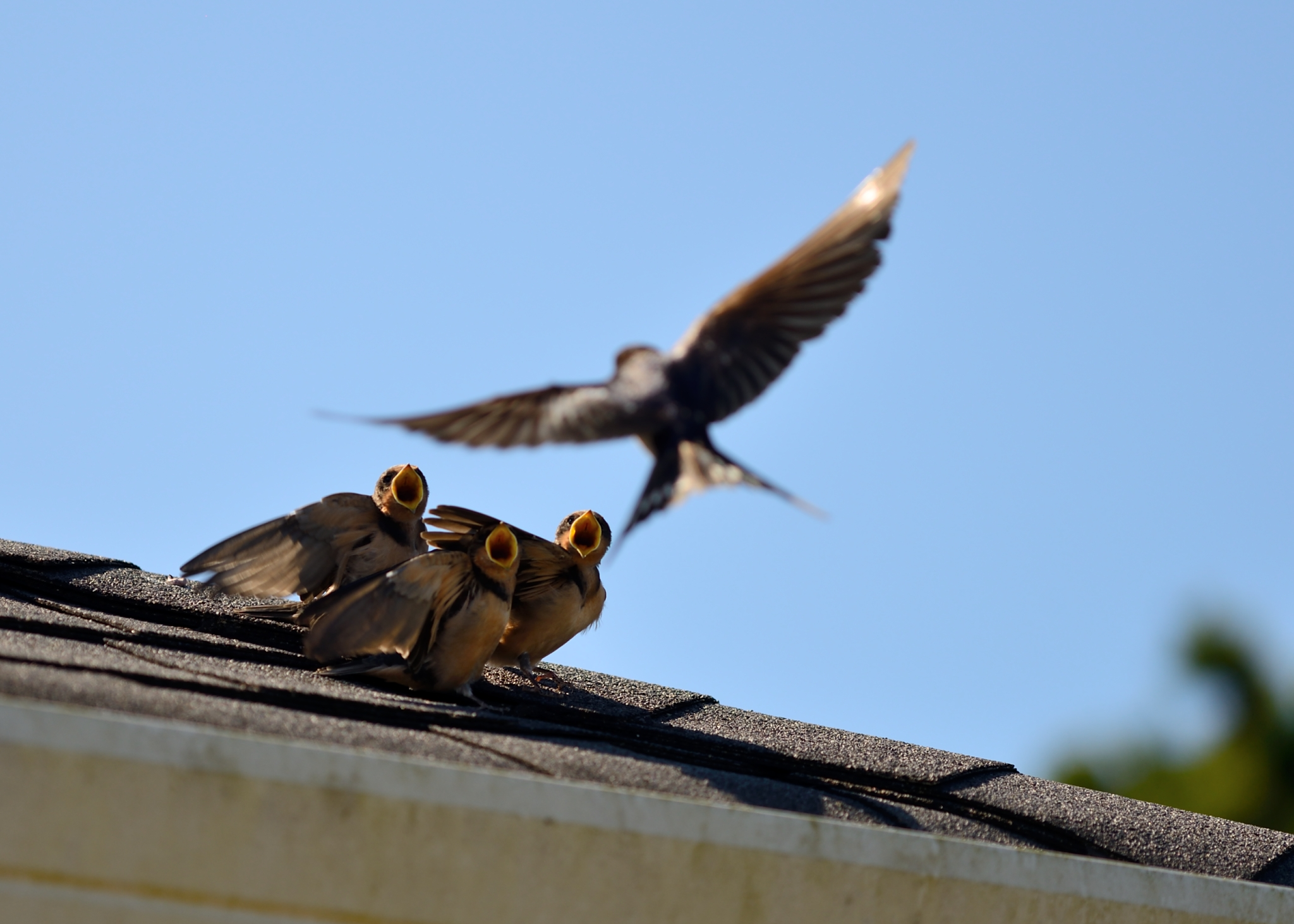
Boerenzwaluwen hebben zich over het grootste deel van Noord-Amerika verspreid. Afgebeeld een familie in Oregon, in het westen van de Verenigde Staten.

De verspreiding van de boerenzwaluw houdt vaak nauw verband met die van de mens. Met kolonisaties en migraties in Noord-Amerika heeft de boerenzwaluw zijn leefgebied enorm kunnen uitbreiden. Volgens sommige Amerikaanse overleveringen maakten boerenzwaluwen aan het begin van de 19e eeuw bijvoorbeeld hun nesten in de tipi's van rondtrekkende indianen en elke keer wanneer die opbraken, trokken de boerenzwaluwen mee. Ook in Europa en Azië zorgde een groeiende bevolking voor een toename van de boerenzwaluwen, daar er steeds meer nestgelegenheden in bruggen en andere bouwwerken voorhanden kwamen.
Sinds de 18e eeuw is de trek van de boerenzwaluw uitvoerig bestudeerd door ornithologen en andere natuurwetenschappers. De Brit Gilbert White maakte een eerste uitvoerige studie van de boerenzwaluw en verwerkte de resultaten in zijn boek The Natural History of Selborne. Ondanks vele waarnemingen kon hij niet met zekerheid zeggen of de zwaluw in Groot-Brittannië overwinterde. Dankzij ringonderzoek werd de trek tussen Groot-Brittannië en Zuid-Afrika aangetoond; een vrouwtje uit een nest in Staffordshire werd op 23 december 1912 weer waargenomen in Natal. Latere ringonderzoeken hebben de trekroutes van de boerenzwaluw verder in kaart gebracht. Het bleek dat de vliegroute en de locatie van het overwinteringsgebied sterk afhankelijk is van het broedgebied. Boerenzwaluwen die in Groot-Brittannië en Ierland broeden vliegen doorgaans naar Zuid-Afrika en vogels uit Denemarken en Finland vliegen via Italië naar Botswana en Namibië.

### Habitat

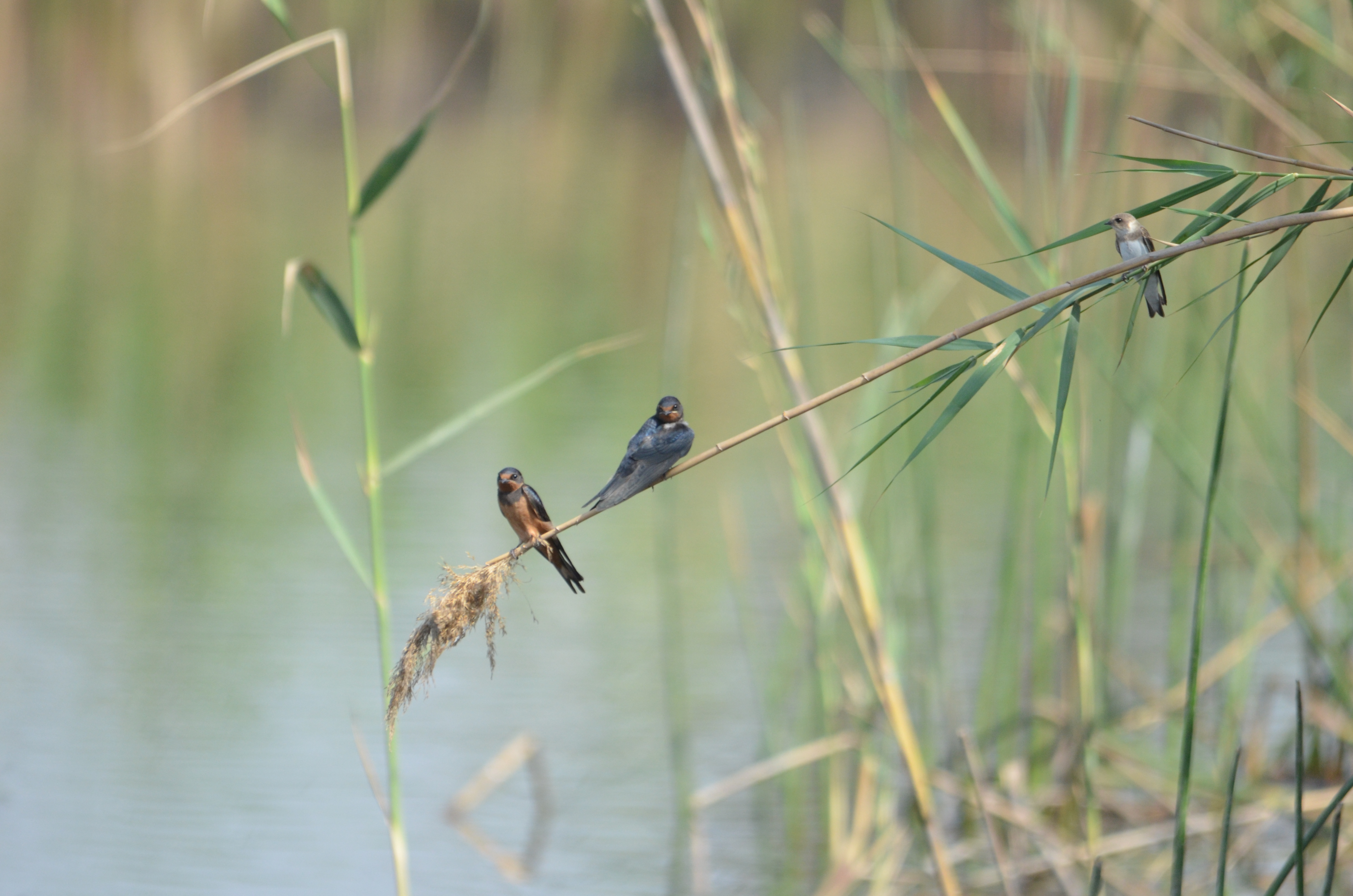
Boerenzwaluwen hebben een voorkeur voor gebied met lage vegetatie en veel water.

De toename van de menselijke populatie is voor veel dieren een bedreiging, maar de boerenzwaluw kan goed uit de voeten met mensgemaakte biotopen. De toename van bebouwing en het kappen van bossen hebben geresulteerd in veel open vlakten met goede nestplaatsen, wat voor de boerenzwaluw een prima habitat is. De boerenzwaluw heeft namelijk een voorkeur voor open gebied met lage vegetatie en genoeg water in de buurt. Platteland met sloten en geïrrigeerde akkers biedt daarom ideale broedplaatsen, net als veel natuurgebieden. Hier zijn ook meestal goede nestlocaties te vinden, zoals schuren, duikers en kijkhutten. Dicht beboste of steile gebieden en dichtbebouwde locaties worden door de boerenzwaluw zoveel mogelijk vermeden, aangezien hij hier te veel in zijn bewegingsvrijheid wordt beperkt tijdens het foerageren.
Ook in de winter heeft de boerenzwaluw een voorkeur voor open terreinen met lage begroeiing, zoals savannes en boerenland. Aangezien er geen broedplaats nodig is, is de boerenzwaluw minder kieskeurig wat betreft zijn habitat en vermijdt hij alleen woestijnen en dichte bossen. Boerenzwaluwen hebben vaak een favoriete roestplaats waar ze elk jaar weer in enorme aantallen terugkeren.

### Bedreigingen en populatieomvang
Toen DDT nog veel in de landbouw werkt gebruikt, nam de populatieomvang in sommige Europese landen af. Een tijdlang verdachten sommige veeboeren zwaluwen ervan dat ze Salmonella-bacteriën verspreidden, maar een uitgebreide studie in Zweden heeft hier geen bewijs voor kunnen vinden. Tegenwoordig daalt de populatieomvang in Europa langzaam door de methodes van de intensieve landbouw, zoals moderne afgesloten schuren en stallen. Hoogproductieve velden, pesticiden en minder buiten grazende koeien resulteren bovendien in minder insecten en dus minder voedsel. Een andere bedreiging is klimaatverandering. De groei van de Sahara maakt de migratie van de Europese boerenzwaluwen elk jaar moeilijker. Doordat moerassen slinken, verdwijnen veel rietvelden die belangrijk zijn voor de zwaluwen. Hete zomers resulteren bovendien in minder insecten, zodat de boerenzwaluw zich onvoldoende kan voeden. Hierdoor verliest hij veel gewicht en worden zijn veren in de groei geremd.
Volgens een schatting telde de totale populatie in 2009 ongeveer 190 miljoen exemplaren. De aantallen lopen weliswaar in een groot aantal landen achteruit, maar het tempo ligt onder de 30 procent in tien jaar (minder dan 3,5 procent per jaar). Aan de hand van deze statistieken is de status van de boerenzwaluw als 'niet bedreigd' opgenomen op de Rode Lijst van de IUCN. Ook heeft de boerenzwaluw geen speciale status bij de Convention on International Trade in Endangered Species of Wild Fauna and Flora (CITES), de organisatie die de internationale handel in flora en fauna reguleert.

#### België en Nederland
De boerenzwaluw is een veel voorkomende broedvogel in dorpen en agrarische gebieden in België en Nederland. Van mei tot juli vindt de eerste broedperiode plaats, gevolgd door een tweede rond september. Uit ringonderzoek is gebleken dat Nederlandse boerenzwaluwen voornamelijk via de Atlantische kust naar hun overwinteringsgebieden in het westen van Centraal-Afrika trekken, tussen Ivoorkust en Angola.
Door veranderingen in de landbouw, bijvoorbeeld de plicht om uit oogpunt van hygiëne stallen af te sluiten, neemt het aantal boerenzwaluwen sinds 1990 in Europa langzaam af. In Nederland is de populatie redelijk stabiel. Volgens een schatting waren er in 2001 tussen de 100.000 en 200.000 broedparen; tellingen in 2011 lieten een lichte stijging zien. Deze stijging zou onder andere kunnen liggen aan de toename van het aantal paardenstallen en aan een groter aantal eieren per broedpaar. In België gaat de populatie achteruit; terwijl het aantal broedparen in de jaren 70 werd geschat op tussen de 100.000 en 200.000, was dit aantal in 2000 gedaald naar 20.000 à 30.000. De status van de boerenzwaluw is 'gevoelig' volgens de Nederlandse rode lijst en 'achteruitgaand' volgens de Vlaamse rode lijst.

## Relatie met de mens

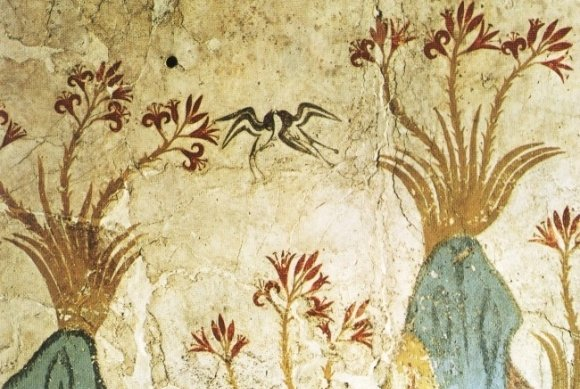
Boerenzwaluwen op een Minoïsche fresco in Akrotiri (16e eeuw v.Chr.)

De boerenzwaluw leeft al duizenden jaren in de nabijheid van de mens, met name in Europa en rond de Middellandse zee. In het Oude Egypte werden boerenzwaluwen vereerd als mindere goden en in grote aantallen gemummificeerd. De toename van landbouwgebieden zorgde voor grote concentraties vliegende insecten en uitstekende broedplaatsen in schuren en stallen. Dat de boerenzwaluw al in de eerste eeuw voor Christus gebouwen uitkoos voor zijn nest blijkt bijvoorbeeld in de Georgica, een leerdicht van Vergilius: "Voordat de kwetterende zwaluw zijn nest onder de spanten hangt" (Ante garrula quam tignis nidum suspendat hirundo). Dankzij zijn grote verspreidingsgebied, zijn grote aantallen en zijn habitat dicht bij de mens behoort de boerenzwaluw tegenwoordig tot de best bestudeerde vogelsoorten.
De terugkeer van de boerenzwaluw na zijn overwintering wordt in veel landen gezien als de aankondiging van de lente. In Nederland bijvoorbeeld behoort hij samen met de tjiftjaf, de fitis en de zwartkop tot de zogenaamde 'voorjaarsvierling', een bewijs dat de lente is begonnen. Dat zwaluwen al eeuwenlang in verband worden gebracht met het begin van de lente blijkt onder andere uit het bekende gezegde van de Griekse filosoof Aristoteles, dat hij in de vierde eeuw voor Christus optekende in zijn Ethica Nicomachea: "Eén zwaluw maakt nog geen lente" (μία χελίδὼν ἕαρ ού ποίεῖ).

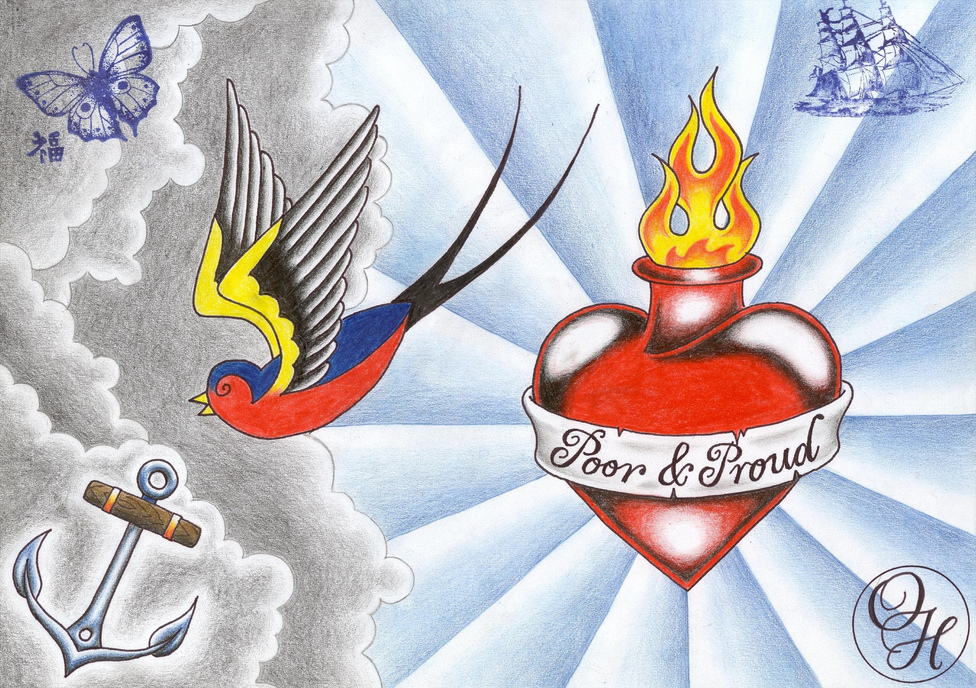
De boerenzwaluw is een populair tatoeagemotief.

### Symboliek en bijgeloof
Veel boeren zien de boerenzwaluw als een brenger van geluk. Immers, hoe eerder de lente begint, hoe eerder het land weer bewerkt kan worden. Bovendien jagen boerenzwaluwen op schadelijke insecten. In sommige delen van Europa geloofde men dat wanneer de boerenzwaluw niet meer op de boerderij broedde, de koeien stopten met melk geven of dat er bloed in hun melk kwam. Dit bijgeloof heeft er mede toe bijgedragen dat de nesten op het boerenterrein meestal ongemoeid worden gelaten. De boerenzwaluw wordt ook als geluksbrenger afgeschilderd in een oude legende die de oorsprong van zijn gevorkte staart poogt te verklaren. De legende verhaalt over een boerenzwaluw die de mensheid graag wilde helpen en daarom naar de hemel vloog en er vuur stal. De goden werden hierop woedend en gooiden een vuurbal naar de vluchtende zwaluw. De staart werd geraakt en de middelste staartveren werden verschroeid.
Door de jaarlijkse terugkeer naar zijn broedgebied heeft de boerenzwaluw voor veel zeelieden een andere symbolische betekenis gekregen, namelijk die van een veilige terugkeer. Als een matroos 5000 zeemijl had gevaren, was het traditie om een boerenzwaluw op zijn borst of de rug te tatoeëren. Na een volgende 5000 zeemijl werd een tweede boerenzwaluw in spiegelbeeld tegenover de eerste geplaatst. Afbeeldingen van boerenzwaluwen worden nog steeds vaak getatoeëerd, al wordt er vaak niet meer zoveel symbolische waarde aan toegekend.
Dankzij campagnes van ornithologen in de jaren 60 werd in veel landen een nationale vogel uitgekozen. De boerenzwaluw werd op 23 juni 1960 gekozen als de nationale vogel van Estland, aangezien hij er een talrijke en populaire broedvogel is. Ook Oostenrijk heeft de boerenzwaluw als nationale vogel gekozen.

### Overige cultuuruitingen
In de Hebreeuwse Bijbel komen veel vermeldingen van zwaluwen voor, zoals in het boek Psalmen:

Zelfs vindt de mus een huis, en de zwaluw een nest voor zich, waar zij haar jongen legt, bij Uw altaren, Heere der heirscharen, mijn Koning, en mijn God!
— Psalm 84:4, Statenvertaling

Het is niet zeker of het hier over een boerenzwaluw gaat, aangezien er veel andere zwaluwen van het geslacht Hirundo in Israël broeden. Het Hebreeuwse grondwoord voor zwaluw is derōr (דּרור) en heeft ook 'vrijheid' als betekenis. In andere Bijbelteksten kan met derōr mogelijk een gierzwaluw bedoeld zijn en is het incorrect met 'zwaluw' vertaald.
De zwaluw wordt ook genoemd in veel toneelstukken van William Shakespeare, waar hij in verband gebracht wordt met snelheid en de terugkeer in de lente. In Macbeth wordt beschreven hoe de zwaluw elk uitsteeksel van Macbeths kasteel te Inverness benut:

Die zomergast, de zwaluw,
Die graag aan tempels huist, bewijst, door hier
Zijn welkom nest te bouwen, hoe verlokkend
Hier 's hemels adem geurt; geen luifel, fries
Hoeksteen of schoor waar deze vogel niet
Zijn hangbed heeft gebouwd en kinderwieg.
Ik heb gemerkt, waar hij graag broedt en nestelt,
Daar is de lucht het zuiverst.
— William Shakespeare, Macbeth (Act I, scene 6)

In 1895 werden de Zwaluw-lucifers van de Zweedse Uddevalla Tändsticksfabrik in Nederland ingevoerd. Het Amsterdamse importbedrijf wilde een uniek logo voor op het doosje en koos voor een afbeelding van de boerenzwaluw. De luciferdoosjes met dit logo zijn in heel Nederland een bekend fenomeen geworden.
In de film Monty Python and the Holy Grail uit 1975 wordt een aantal keer tevergeefs de vraag gesteld "what is the airspeed velocity of an unladen swallow?" ("Wat is de vliegsnelheid van een onbeladen zwaluw?"). Vlak voor het einde van de film wordt gevraagd specifieker te zijn: "What do you mean, an African or European swallow?" ("Wat bedoel je, een Afrikaanse of een Europese zwaluw?").